# Operazione Deny Flight
Operazione Deny Flight (in lingua inglese, letteralmente, "negare il volo") era il nome in codice dell'operazione militare lanciata dall'Organizzazione del Trattato dell'Atlantico del Nord (NATO) il 12 aprile 1993 in attuazione della risoluzione 816 del Consiglio di sicurezza delle Nazioni Unite, la quale istituiva una zona d'interdizione al volo estesa sull'intero spazio aereo della Bosnia ed Erzegovina in quel momento sconvolta da un sanguinoso conflitto. Il mandato della missione NATO, inizialmente comprendente solo il blocco dei voli militari non autorizzati sui cieli della Bosnia ed Erzegovina, fu poi ampliato con la risoluzione 836 del 4 giugno 1993: i velivoli dell'alleanza atlantica furono autorizzati a condurre raid armati contro obiettivi al suolo onde fornire protezione alle unità della missione dei caschi blu in Bosnia (UNPROFOR), in particolare nelle sei "zone di sicurezza" istituite attorno ad altrettante città assediate dalle forze dei serbo-bosniaci (Sarajevo, Srebrenica, Žepa, Goražde, Tuzla e Bihać).
Nei mesi successivi i velivoli NATO furono varie volte chiamati a sostegno dei caschi blu alle prese con attacchi e bombardamenti delle forze serbo-bosniache, ma il sistema di approvazione dei raid aerei si dimostrò molto complesso e spesso inefficiente, gravato come era dai profondi contrasti politici tra i vari organismi coinvolti: se gli ambienti NATO ritenevano gli attacchi aerei un ottimo strumento di deterrenza nei confronti dei belligeranti, i comandi ONU nella regione erano invece molto restii a impiegarli, non volendo compromettere il ruolo di stretta neutralità dell'UNPROFOR ritenuto necessario per poter proseguire i negoziati per un cessate il fuoco tra le parti in conflitto. Inoltre, la stessa NATO si ritrovò spaccata tra la linea degli Stati Uniti d'America e quella dei principali alleati europei, Francia e Regno Unito su tutti: i primi sostenevano un atteggiamento di fermezza verso i serbo-bosniaci comprendente il pieno ricorso ai bombardamenti aerei, ma erano contrari a coinvolgere nel conflitto le loro truppe da combattimento terrestri; i secondi, tra i principali contribuenti della missione UNPROFOR, temevano invece le azioni di ritorsione ai raid aerei che i serbo-bosniaci avrebbero potuto mettere in atto contro i caschi blu sul terreno e puntavano tutto sulla strategia negoziale.
Benché relativamente efficace nell'impedire l'impiego di aerei da combattimento da parte dei belligeranti, l'operazione Deny Flight fallì sostanzialmente nel suo compito di garantire la protezione delle "zone di sicurezza" dell'ONU, cosa resa palese nel luglio 1995 con i fatti del massacro di Srebrenica; l'eco degli eventi di Srebrenica portò quindi a una completa rivisitazione delle regole di ingaggio della NATO in Bosnia ed Erzegovina, spingendo per un impiego molto più pesante dei raid aerei. Il 30 agosto 1995, dopo i fatti del secondo massacro di Markale a Sarajevo, la NATO poté quindi lanciare l'operazione Deliberate Force ai danni dei serbo-bosniaci: una massiccia campagna di bombardamenti, protrattasi fino al 14 settembre, colpì duramente l'apparato militare della Repubblica Serba di Bosnia ed Erzegovina, dando un notevole contributo alla stipula di un armistizio generale il 12 ottobre e alla firma degli accordi di pace di Dayton il 14 dicembre.
L'operazione Deny Flight fu ufficialmente terminata il 20 dicembre 1995, con l'avvio dello spiegamento della Implementation Force in Bosnia ed Erzegovina.

## Antefatti

### Le guerre jugoslave

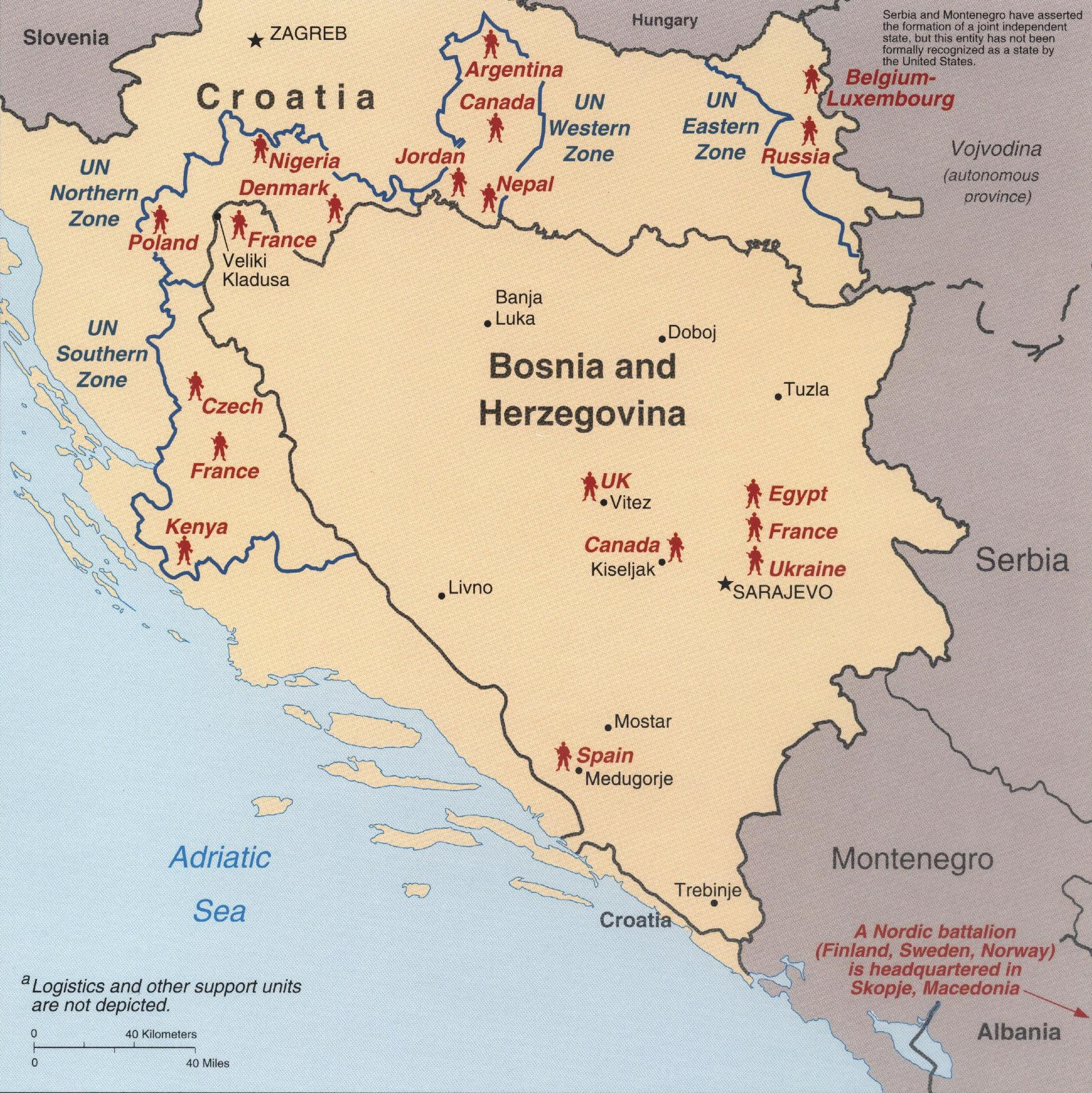
La dislocazione delle forze dell'UNPROFOR in Croazia e Bosnia nel 1993

Nel 1992 le ostilità nella ormai ex Jugoslavia erano in pieno svolgimento: gli scontri in Croazia, iniziati ancor prima della proclamazione d'indipendenza del Paese stesso dalla Jugoslavia il 25 giugno 1991, erano degenerati in una sanguinosa guerra tra la comunità croata e la locale minoranza dei serbi che, attivamente sostenuta dall'Armata Popolare Jugoslava, aveva istituito l'entità autonoma della Repubblica Serba di Krajina; il 4 gennaio 1992 la comunità internazionale riuscì a negoziare un precario cessate il fuoco che consentì lo spiegamento in Croazia di una missione di pace delle Nazioni Unite (United Nations Protection Force o UNPROFOR), autorizzata il 21 febbraio 1992 con la risoluzione 743 del Consiglio di sicurezza e incaricata di «crear[e] le condizioni di pace e di sicurezza necessarie per raggiungere una soluzione generale della crisi jugoslava»: con quartier generale a Sarajevo (poi spostato a Zagabria), la missione ebbe inizialmente in organico 14 000 uomini tra militari dei caschi blu e personale civile.
La presenza delle forze ONU non impedì l'ulteriore degenerare della crisi jugoslava quando il 1º marzo 1992 la Bosnia ed Erzegovina dichiarò l'indipendenza dalla Jugoslavia: la composizione etnica del Paese vedeva tre comunità principali, i bosniaci musulmani o bosgnacchi, i serbo-bosniaci e i croato-bosniaci, irregolarmente frammentate e sparse a piccoli gruppi sul territorio, cosa che rendeva impossibile tracciare frontiere nette tra un gruppo e l'altro. Dotati di ampi rifornimenti di armi pesanti cedute loro dalla ormai disciolta Armata Popolare Jugoslava e sostenuti economicamente e con l'invio di reparti di volontari dalla Repubblica Federale di Jugoslavia di Slobodan Milošević, i serbo-bosniaci furono ben presto in grado di tenere a bada le forze musulmane e croate, superiori in numero ma scarsamente equipaggiate, e occupare ampie zone di territorio, proclamando l'istituzione di una Repubblica Serba di Bosnia ed Erzegovina sotto la presidenza di Radovan Karadžić e stringendo d'assedio la capitale Sarajevo; la guerra in Bosnia ed Erzegovina degenerò in un sanguinoso conflitto tra le tre etnie l'una contro le altre, con massacri ed episodi di pulizia etnica ai danni di tutte le comunità. L'estensione del mandato della missione UNPROFOR anche alla Bosnia ed Erzegovina, con il compito di garantire la distribuzione degli aiuti umanitari e la protezione della popolazione civile, e il progressivo incremento del suo organico (al 1995 arrivato a 45 000 uomini di trentanove nazioni diverse) non impedirono il progredire della guerra.

### La NATO nei Balcani

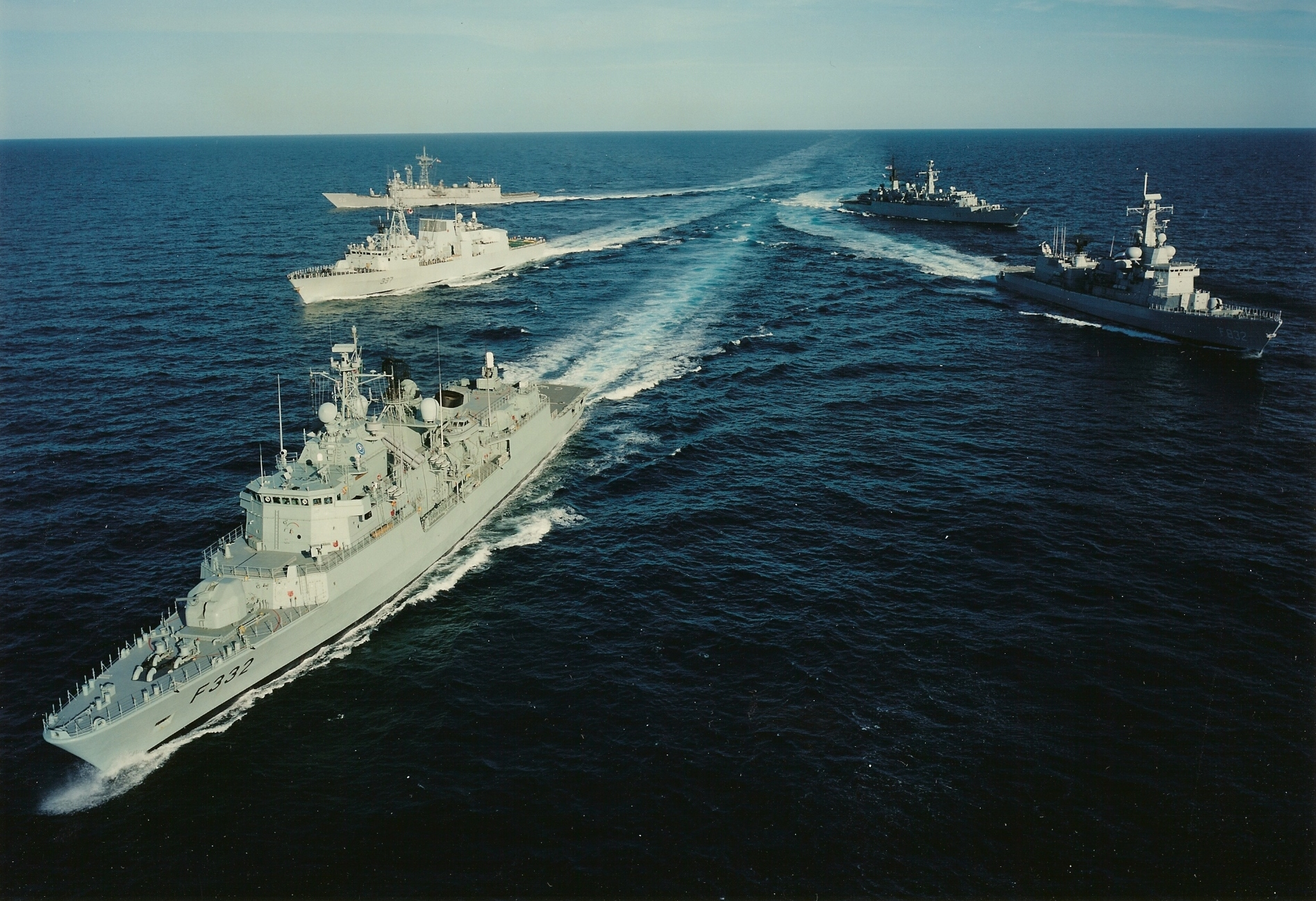
Un gruppo navale NATO in manovra in Adriatico durante il periodo delle guerre jugoslave

Il primo coinvolgimento della NATO nella crisi jugoslava si ebbe nel luglio del 1992, quando l'alleanza varò l'operazione Maritime Monitor: in attuazione della risoluzione 757 del Consiglio di sicurezza, istitutiva di un embargo totale ai danni della Repubblica Federale di Jugoslavia per il suo ruolo nel conflitto, la NATO dislocò nel mare Adriatico unità navali del Standing NATO Maritime Group 2 affinché pattugliassero le acque davanti al Montenegro e garantissero il rispetto dell'embargo, tanto quello imposto dalla risoluzione 757 quanto il precedente istituito dalla risoluzione 713 del settembre 1991 sul traffico di armi verso la ex Jugoslavia, mai concretamente fatto rispettare; in appoggio alle unità navali furono inoltre inviati degli aerei AWACS Boeing E-3 Sentry con il compito di garantire il pattugliamento radar della regione.
Nel tentativo di limitare l'intensità del conflitto, il 9 ottobre 1992 il Consiglio di sicurezza istituì con la risoluzione 781 una zona d'interdizione al volo estesa su tutta la Bosnia ed Erzegovina, vietando il sorvolo del Paese a tutti i velivoli militari che non fossero impegnati in appoggio alla missione UNPROFOR; la misura colpiva in particolare i serbo-bosniaci, gli unici a essere dotati di una consistente flotta aerea militare, i quali tuttavia dimostrarono di non tenere in alcun conto la risoluzione: il 10 ottobre aerei serbi attaccarono con bombe a frammentazione e al napalm le città di Gradačac e Brčko. Per dare più effettività alla decisione presa dal Consiglio di sicurezza, il 15 ottobre la NATO ordinò agli aerei-radar E-3 assegnati all'operazione Maritime Monitor di iniziare a monitorare i cieli della Bosnia ed Erzegovina, varando poi il giorno seguente un'apposita missione (operazione Sky Monitor) e aggiungendo poi, a partire dal 31 ottobre, agli aerei in volo sull'Adriatico altri E-3 che operavano dallo spazio aereo dell'Ungheria, primo caso di cooperazione militare tra l'alleanza atlantica e un Paese dell'ex Patto di Varsavia. In aggiunta, il 16 novembre il Consiglio di sicurezza approvò una nuova risoluzione, la 787, per inasprire ulteriormente le sanzioni economiche contro la Jugoslavia: in conformità a queste disposizioni la NATO varò l'operazione Maritime Guard, autorizzando le sue unità navali in Adriatico non solo a monitorare le navi dirette nei porti del Montenegro ma anche a fermarle e ispezionarle.

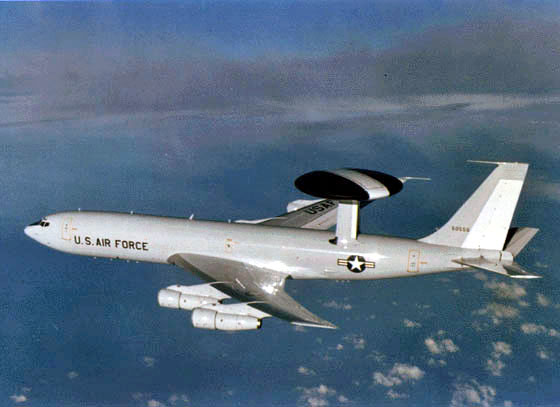
Un aereo-radar Boeing E-3 Sentry statunitense in volo

Le regole d'ingaggio per i velivoli assegnati a Sky Monitor erano severe: visto che l'operazione doveva solo monitorare l'applicazione della zona d'interdizione al volo e non implementarla essa stessa, i velivoli dell'alleanza erano autorizzati a ricorrere alla forza solo per autodifesa. Senza alcuna entità incaricata di garantire con la forza il rispetto della risoluzione 781, essa fu ben presto apertamente violata da tutte le parti in conflitto: nei successivi sei mesi dalla sua istituzione, gli aerei della NATO rilevarono più di 500 violazioni della zona d'interdizione (nell'80% dei casi da parte di velivoli serbo-bosniaci), anche se prevalentemente operate da elicotteri impegnati in missioni di trasporto truppe. Il conflitto non accennava intanto a diminuire: il piano di pace proposto dall'inviato delle Nazioni Unite Cyrus Vance e da quello della Comunità europea David Owen non riuscì a incontrare l'approvazione delle parti in guerra, mentre nel gennaio 1993 pesanti combattimenti presero vita nella Bosnia orientale portando all'assedio da parte dei serbo-bosniaci di una serie di enclavi tenute dai musulmani, tra cui Srebrenica, Žepa e Goražde. I primi mesi del 1993 segnarono anche un mutamento della politica degli Stati Uniti d'America verso il conflitto jugoslavo: se il presidente George H. W. Bush, in questo spalleggiato dai vertici militari del Pentagono, era più che riluttante a farsi trascinare in una complicata crisi in una zona estranea agli interessi strategici nazionali, la nuova amministrazione di Bill Clinton, al governo dal 20 gennaio 1993, dimostrò un maggiore interesse per la questione e, pur ribadendo la contrarietà a impegnare forze di terra statunitensi, decise di assumere un ruolo più attivo; il 23 febbraio Clinton ordinò il lancio dell'operazione Provide Promise, e aerei da trasporto statunitensi iniziarono a paracadutare viveri e aiuti umanitari nelle enclavi musulmane assediate.
Le palesi violazioni della zona d'interdizione aerea e il ruolo più attivo assunto nella crisi dagli Stati Uniti spinsero le Nazioni Unite ad adottare misure più dure: il 31 marzo 1993 il Consiglio di sicurezza varò la risoluzione 816 con cui, oltre a ribadire l'istituzione della zona d'interdizione, si autorizzava l'impiego di «tutte le misure necessarie» perché essa fosse fatta effettivamente rispettare. In ottemperanza a questa risoluzione, il 12 aprile seguente la NATO varò l'operazione Deny Flight.

## L'operazione

### Regole d'ingaggio
La direzione dell'operazione Deny Flight fu assegnata all'Allied Forces Southern Europe (AFSOUTH), il comando della NATO con sede a Napoli responsabile per le operazioni nell'Europa meridionale, retto in quel momento dall'ammiraglio statunitense Jeremy Boorda. Gli aerei da combattimento assegnati all'operazione furono riuniti nella 5ª Forza aerea tattica alleata (5 ATAF), la quale ricevette contingenti di velivoli da Stati Uniti, Regno Unito, Francia, Paesi Bassi, Spagna e Turchia; aerei da ricognizione furono forniti da Germania e Portogallo, mentre il Canada e l'Italia misero a disposizione solo aerei da trasporto. Per i francesi la partecipazione a Deny Flight rappresentò la loro piena reintegrazione nella NATO, dopo la formale uscita di Parigi dalla struttura militare dell'alleanza decisa nel 1968, mentre per i tedeschi l'operazione fu la prima missione militare operativa condotta fuori dai propri confini dalla fine della seconda guerra mondiale. Gli aerei della 5 ATAF operavano principalmente a partire dall'Italia, in particolare dalle basi aeree di Aviano, di Sigonella, di Gioia del Colle e di Villafranca, oltre che dalle portaerei dislocate in Adriatico (si alternarono in questi compiti le statunitensi USS Theodore Roosevelt e USS America, le britanniche HMS Invincible e HMS Ark Royal, le francesi Foch e Clemenceau); i velivoli da combattimento impiegati dai reparti statunitensi comprendevano gli aerei d'attacco a suolo A-10 Thunderbolt e i caccia multiruolo F-14 Tomcat, F-15 Eagle, F-16 Fighting Falcon (impiegato anche da olandesi e turchi) e F/A-18 Hornet (impiegato anche dagli spagnoli), mentre i britannici volavano su Tornado (impiegati anche dai tedeschi), Harrier e Jaguar, questi ultimi usati anche dai francesi unitamente ai Mirage 2000.
Le regole d'ingaggio stabilite per l'operazione erano conseguenza dei rapporti tra l'Occidente e la Russia, tradizionalmente vicina ai serbi, nonché delle contese interne alla stessa alleanza atlantica: gli Stati Uniti erano favorevoli a impiegare la forza aerea per costringere le parti in conflitto a rispettare le risoluzioni dell'ONU, ma non avevano alcuna intenzione di dispiegare nei Balcani truppe da combattimento terrestri, men che meno sotto il comando delle Nazioni Unite; Regno Unito e Francia, al contrario, avevano fornito alla missione UNPROFOR in Bosnia ampi contingenti di truppe e temevano che azioni decise potessero spingere i belligeranti a rivalersi sui caschi blu sul terreno, dotati solo di armi leggere e dispersi in piccole guarnigioni, con conseguente necessità di inviare altri reparti per tirare fuori dai guai le unità dell'ONU. Conseguentemente, gli aerei della 5 ATAF potevano aprire il fuoco solo contro i velivoli scoperti all'interno della zona d'interdizione e attivamente impegnati in un combattimento: gli aerei e gli elicotteri che violavano la zona d'interdizione ma che non partecipavano direttamente a combattimenti potevano solo essere invitati ad atterrare o a lasciare la zona, anche "sfiorandoli" ad alta velocità per costringerli. Gli aerei NATO non potevano inseguire altri velivoli al di fuori dello spazio aereo della Bosnia ed Erzegovina, e non potevano sparare su postazioni al suolo nemmeno se da esse fosse stato fatto fuoco su di loro.

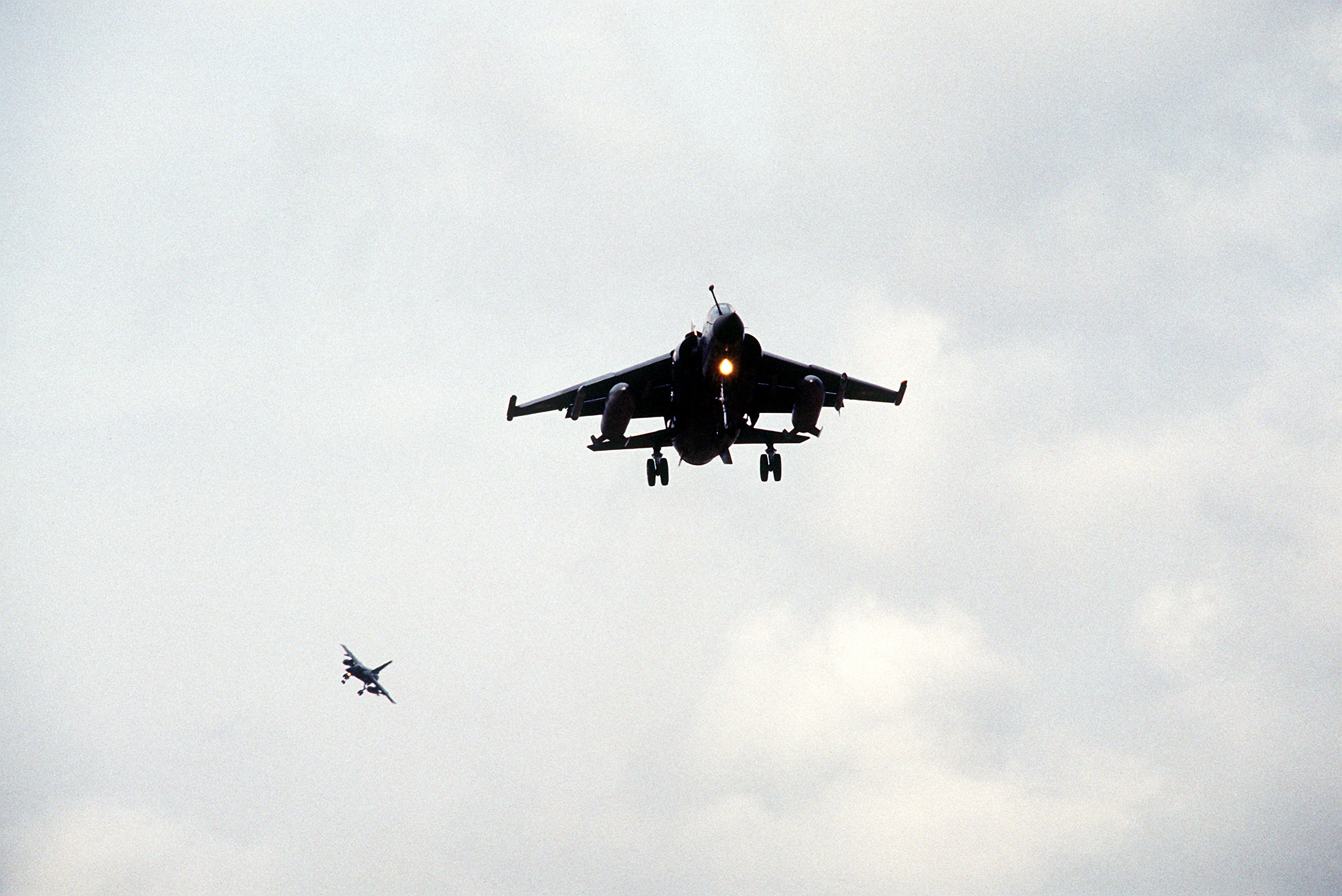
Una coppia di Mirage F1 assegnati all'operazione Deny Flight

Il lancio dell'operazione fu salutato da alcuni commentatori come un evento importante, segnando per le Nazioni Unite e la NATO il passaggio da una mera fase di monitoraggio delle ostilità e aiuto umanitario alle popolazioni civili a un coinvolgimento più propriamente militare, ma altri dipinsero l'azione come una sorta di «foglia di fico» utile a placare l'opinione pubblica occidentale ma ininfluente sull'andamento del conflitto, visto che i combattimenti si svolgevano prevalentemente al suolo senza che il fattore aereo giocasse un ruolo significativo in essi. In definitiva l'operazione aveva un significato prevalentemente simbolico, una dimostrazione di forza militare utile a sostenere il piano di pace Vance-Owen ma senza azioni decise contro i serbi, che avrebbero messo in difficoltà il presidente russo Boris El'cin con gli ambienti ultranazionalisti e filo-serbi in patria proprio mentre proponeva rapporti più distesi con l'Occidente.
Al momento dell'inizio di Deny Flight, in Bosnia ed Erzegovina si trovava solo una trentina di aerei da combattimento ad ala fissa, tutti in mano all'aeronautica della Repubblica Serba: questi velivoli effettivamente non furono più usati in combattimento, ma i serbi potevano contare anche sul supporto di aerei da combattimento dislocati nella Krajina e nella Federazione Jugoslava, zone sottratte al controllo della NATO. Inoltre, le regole d'ingaggio limitarono l'efficacia di Deny Flight nei confronti degli elicotteri da trasporto truppe, attivamente impiegati da tutte le parti in conflitto: tali velivoli potevano solo essere invitati ad atterrare senza possibilità di aprire il fuoco contro di loro, con la conseguenza che gli elicotteri si posavano al suolo ai primi avvertimenti ma ripartivano una volta che gli aerei della NATO lasciavano la zona; inoltre, tutti i belligeranti presero a dipingere i loro elicotteri con colori e contrassegni tipici delle organizzazioni autorizzate dall'ONU a continuare i voli sulla Bosnia (come la Croce Rossa, ad esempio), rendendo difficoltosa la loro identificazione e spingendo i comandi NATO a essere molto cauti nelle intercettazioni, per paura di causare incidenti di fuoco amico. Come risultato, fino al termine dell'operazione fu documentato un totale di 5 711 voli non autorizzati nello spazio aereo della Bosnia ed Erzegovina.

### La difesa delle zone protette

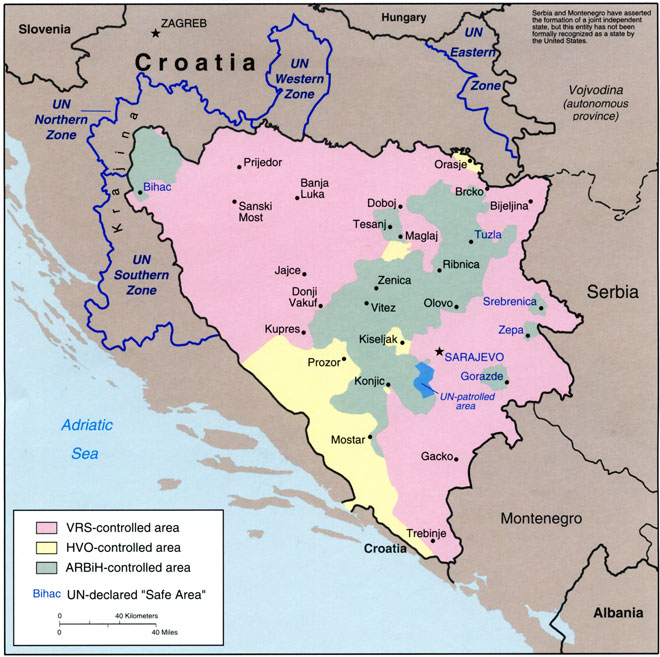
La situazione militare in Bosnia ed Erzegovina nel 1994 con, in blu, l'indicazione delle "zone di sicurezza" istituite dall'ONU

Mentre Deny Flight muoveva i primi passi (già il 12 aprile si registrò la prima perdita dopo lo schianto nell'Adriatico di un Mirage francese a causa di un guasto, seguito l'11 agosto da un F-16 dell'aviazione statunitense perduto in mare sempre per incidente: in entrambi i casi il pilota fu tratto in salvo), le Nazioni Unite presero una serie di decisioni che portarono a un maggior coinvolgimento dell'alleanza atlantica nel conflitto: il 16 aprile 1993 il Consiglio di sicurezza, con la risoluzione 819, istituì una "zona sicura" attorno a Srebrenica, ordinando alle forze serbo-bosniache di cessare gli attacchi e i bombardamenti all'enclave e inviando nella città un contingente dell'UNPROFOR per disarmare le locali milizie bosgnacche e garantire l'accesso ai convogli umanitari e per l'evacuazione dei feriti (anche se i riferimenti a un'effettiva "protezione" della città da parte delle forze ONU rimanevano vaghi); il 6 maggio seguente, dopo aver constatato che la città era ancora sotto il tiro dell'artiglieria serbo-bosniaca, il Consiglio di sicurezza varò la risoluzione 824, con cui riaffermava l'istituzione della zona di sicurezza di Srebrenica e dichiarava l'istituzione di altrettante zone di sicurezza intorno alle città di Sarajevo, Žepa, Goražde, Tuzla e Bihać, tutte parimenti assediate dai serbi.
Dopo varie discussioni circa i modi per garantire l'effettiva implementazione delle zone di sicurezza, il 4 giugno il Consiglio di sicurezza approvò la risoluzione 836, che dava mandato alle unità dell'UNPROFOR di fare ricorso a qualsiasi mezzo, compreso l'uso della forza, perché le zone di sicurezza fossero fatte rispettare, e agli Stati membri delle Nazioni Unite, in coordinamento con il Segretario generale, di impiegare le loro forze aeree per sostenere le operazioni dei caschi blu. La risoluzione ampliava il ruolo assegnato alla NATO oltre la mera sorveglianza della zona d'interdizione al volo, incaricandola di intervenire con attacchi aerei al suolo qualora ciò fosse stato richiesto da unità dell'UNPROFOR in difficoltà, ma era caratterizzata da ambiguità di fondo che ne condizionavano l'applicazione: non si parlava esplicitamente di "difendere" o "proteggere" le zone di sicurezza, mentre gli attacchi aerei erano previsti solo "a sostegno" dei caschi blu per "scoraggiare" eventuali attacchi esterni.
Ulteriori complicazioni venivano poi dal sistema adottato per autorizzare gli attacchi dei velivoli NATO; dopo accese discussioni tra il presidente Clinton e il segretario generale dell'ONU Boutros Boutros-Ghali, la NATO dovette rinunciare al principio secondo cui spettasse all'alleanza stessa la scelta del tempo e del luogo degli attacchi, e mettere in piedi una procedura nota come "della doppia chiave": la richiesta di un'incursione aerea, formulata da un comandante dell'UNPROFOR in una delle zone di sicurezza, doveva essere indirizzata al comando centrale della missione a Sarajevo e, dopo una verifica sulla sua fondatezza, girata per l'approvazione al segretario generale o, su sua delega, al rappresentante ONU per la Jugoslavia (il norvegese Thorvald Stoltenberg, subentrato al dimissionario Cyrus Vance e rimpiazzato poi a sua volta nel gennaio 1994 dal giapponese Yasushi Akashi); solo dopo l'approvazione dei vertici dell'ONU la richiesta poteva passare alla NATO, scendendo dal suo organo di controllo politico (il Consiglio del Nord Atlantico e il suo segretario generale, il tedesco Manfred Wörner) al comando dell'AFSOUTH responsabile della conduzione materiale delle operazioni. Il sistema era in definitiva macchinoso e complesso, allungando a tal punto la distanza temporale tra una violazione di una zona di sicurezza e gli attacchi aerei da consentire ai responsabili della violazione di ritirarsi ed evitare così una rappresaglia per le loro azioni.

### Prime azioni

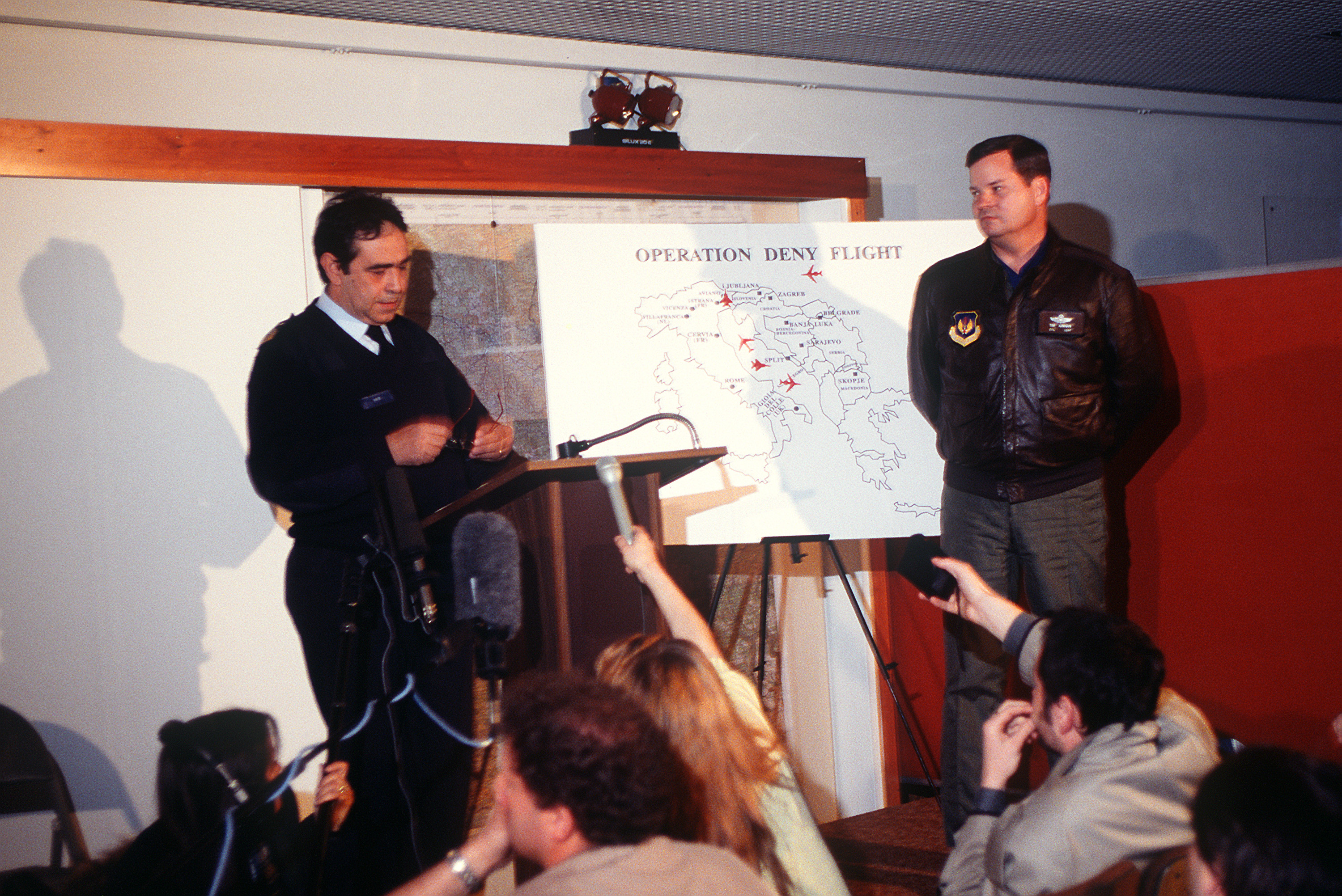
La prima conferenza stampa organizzata alla base di Aviano dopo l'avvio dell'operazione Deny Flight

I primi mesi di svolgimento di Deny Flight furono tranquilli per i velivoli della NATO, che giornalmente si alternavano nel pattugliamento dei cieli della Bosnia ed Erzegovina per far rispettare la zona d'interdizione e per esercitarsi nel supporto alle unità dell'UNPROFOR; l'istituzione delle zone di sicurezza, tuttavia, non comportò alcun mutamento nel proseguimento dei combattimenti. Il 1º agosto il comandante in capo delle forze serbo-bosniache, generale Ratko Mladić, lanciò un'offensiva nel settore di Sarajevo che portò alla conquista dei monti Igman e Bjelašnica, tranciando così l'ultima via di collegamento terrestre tra la capitale e il resto delle zone controllate dai bosgnacchi; il farraginoso meccanismo della "doppia chiave" fu messo in moto e il 18 agosto gli aerei della NATO compirono alcune aggressive esercitazioni sopra le postazioni delle truppe di Mladić, simulando delle manovre di attacco: la dimostrazione di forza fu apparentemente sufficiente a impressionare i serbo-bosniaci e a indurli a cedere il controllo dell'Igman e del Bjelašnica alle unità dell'UNPROFOR. Mladić, tuttavia, non esitò a minacciare di prendere in ostaggio i caschi blu dell'UNPROFOR e di usarli come scudi umani, qualora fosse stato minacciato di attacco aereo.
L'inizio del 1994 vide una serie di cambiamenti ai vertici delle forze internazionali impegnate nella ex Jugoslavia: oltre alla sostituzione di Stoltenberg con Akashi come rappresentante politico dell'ONU nella regione, in gennaio il generale britannico Michael Rose sostituì il belga Francis Briquemont come comandante dei caschi blu dislocati in Bosnia ed Erzegovina, mentre in aprile l'ammiraglio statunitense Leighton Smith subentrò al pari grado Boorda alla guida dell'AFSOUTH. Il nuovo anno si aprì con una grave crisi originata, il 5 febbraio, da un nuovo bombardamento serbo-bosniaco del centro di Sarajevo: un proiettile di mortaio da 120 mm colpì il mercato cittadino nella piazza di Markale ("mercato" in bosniaco) nel centro storico, uccidendo 68 persone e ferendone altre 197, il più grave massacro di civili dai primi giorni dell'assedio. Sebbene in un primo momento gli osservatori dell'UNPROFOR non fossero stati in grado di determinare con precisione da dove la bomba fosse stata sparata, il massacro generò nelle opinioni pubbliche statunitense ed europee un forte sentimento ostile ai serbi: Boutros-Ghali diede un assenso di massima per condurre attacchi contro le postazioni di artiglieria serbo-bosniache al fine di «impedire in futuro simili attacchi», come chiedeva con insistenza il presidente Clinton. Dopo accese discussioni in seno al Consiglio del Nord Atlantico con i governi europei che avevano truppe su terreno, timorosi delle possibili ritorsioni serbe contro i caschi blu, il 9 febbraio passò infine una proposta francese più moderata: gli aerei della NATO avrebbero bombardato le postazioni dell'artiglieria serbo-bosniaca in un raggio di 20 chilometri dal centro di Sarajevo, se esse non fossero state ritirate o poste sotto controllo dell'UNPROFOR entro dieci giorni.

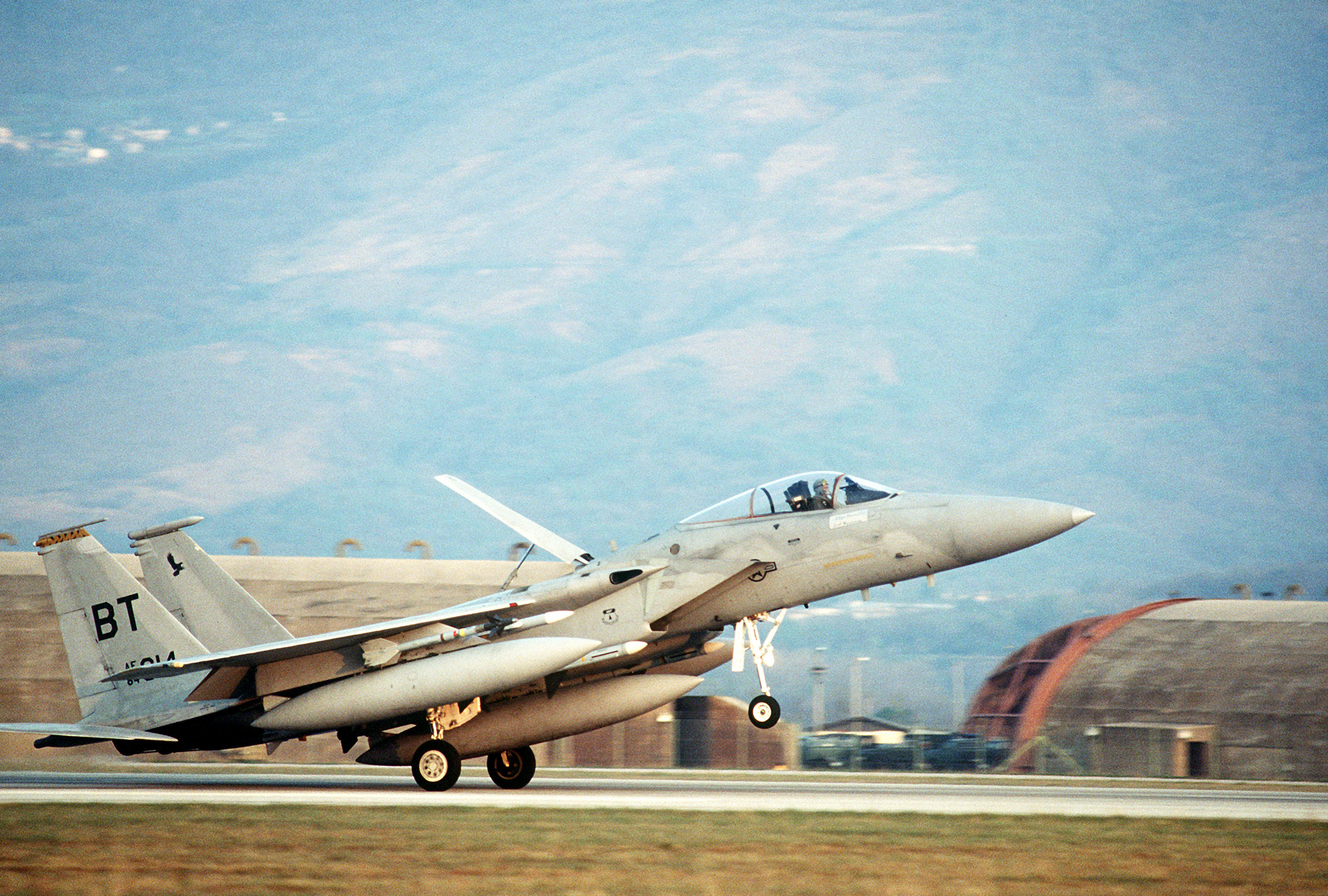
Un F-15 rientra alla base dopo un volo sulla Bosnia ed Erzegovina

L'ultimatum della NATO non fu gradito né da Akashi e Rose, preoccupati che esso avrebbe compromesso il ruolo di neutralità dell'UNPROFOR e trascinato i caschi blu in guerra, né dal presidente russo El'cin, alle prese con gli oppositori ultranazionalisti in patria; con l'appoggio di Boutros-Ghali e del primo ministro britannico John Major, El'cin avanzò una proposta per disinnescare la crisi senza far perdere la faccia ai serbo-bosniaci: il 17 febbraio costoro accettarono la richiesta di ritirare la loro artiglieria dalla fascia dei 20 chilometri, mentre il 20 febbraio un contingente di caschi blu russi, accolto in modo festoso dalla popolazione, prendeva posizione nella capitale della Repubblica Serba, Pale, e in alcune posizioni attorno a Sarajevo. La mossa consentì effettivamente di allentare la stretta che gravava sulla capitale bosniaca, facendo calare il numero di vittime registrate giornalmente in città e permettendo la riapertura di alcune strade con l'esterno attraverso cui far affluire gli aiuti umanitari. Spinti dalla necessità di impedire l'attuazione dell'ultimatum, tuttavia, Akashi e Rose interpretarono in modo permissivo la richiesta di porre sotto il controllo dell'UNPROFOR le armi pesanti non evacuate: spesso esse furono semplicemente lasciate in posizione, senza essere disattivate, e piantonate da piccoli distaccamenti di caschi blu, ora più che mai frazionati sul terreno e vulnerabili alle rappresaglie serbe.
Parte delle armi pesanti evacuate da Sarajevo furono spostate nella Bosnia centrale, dove a fine febbraio i serbo-bosniaci lanciarono una pesante offensiva contro le posizioni dei bosgnacchi. Visti i dissidi tra NATO e Russia, i serbi decisero di testare l'effettività delle minacce dell'alleanza atlantica e il 28 febbraio sei cacciabombardieri Soko G-2 Galeb decollarono dall'aeroporto di Banja Luka e andarono a bombardare una fabbrica di armi bosgnacca a Novi Travnik, nel centro della Bosnia; i velivoli furono subito rilevati dagli aerei radar E-3 della NATO, e vista la loro mancata risposta alle chiamate radio due coppie di caccia F-16 statunitensi furono dirette alla loro intercettazione: nel corso di un lungo inseguimento, mentre i Galeb cercavano di rifugiarsi oltre il confine con la Krajina, gli F-16 abbatterono quattro dei velivoli incursori con la morte di tre piloti serbi. L'azione, il primo scontro armato reale mai condotto dalla NATO nella sua storia, non incontrò alcuna obiezione da parte delle autorità russe, che la considerarono legittima.

### La battaglia di Goražde

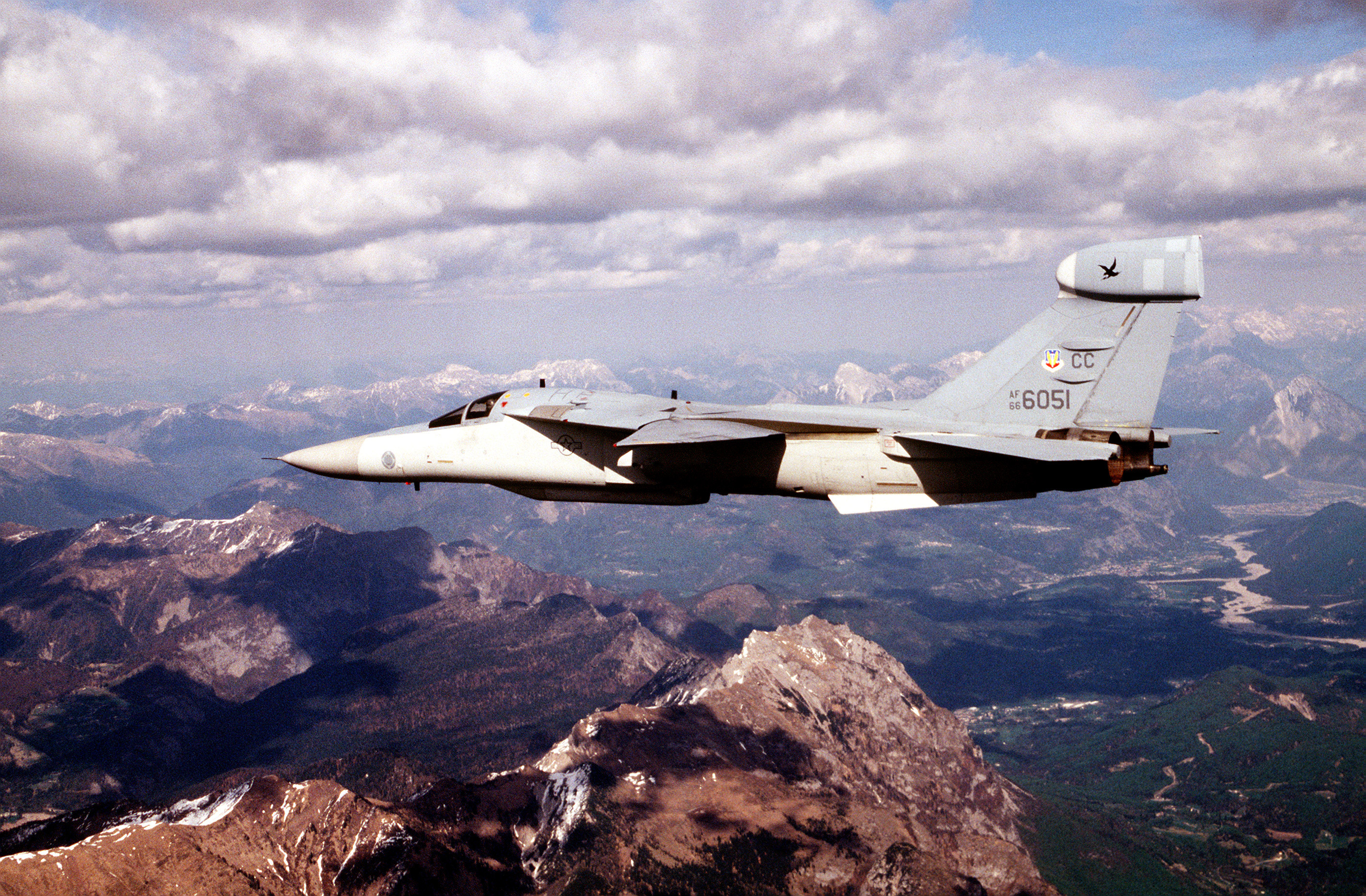
Un aereo da ricognizione General Dynamics EF-111 Raven in volo sopra la Bosnia

Nella notte tra il 28 e il 29 marzo 1994 le forze serbo-bosniache, rinforzate da reparti di volontari giunti dalla stessa Serbia e appoggiate da 100 carri armati e 350 cannoni, lanciarono una pesante offensiva contro l'enclave di Goražde nella Bosnia orientale; benché da tempo assediata dai serbi, sul fronte dell'enclave la situazione era tranquilla da quasi un anno: colte completamente alla sprovvista, le forze bosgnacche che la difendevano iniziarono a cedere terreno. Goražde era una delle zone di sicurezza istituite dalla risoluzione 824, ma l'invio nell'enclave di un battaglione di caschi blu ucraini era stato bloccato dai serbo-bosniaci e al momento dell'offensiva le uniche truppe ONU presenti in loco erano tre osservatori militari e otto ufficiali di collegamento; nonostante le ripetute segnalazioni della violazione della zona di sicurezza trasmesse dagli osservatori militari, per diversi giorni i vertici della missione ONU ignorarono o minimizzarono la situazione di Goražde: Akashi sostenne che non esisteva alcun pericolo per la popolazione civile, mentre il generale Rose si convinse che la crisi era stata organizzata dagli stessi bosgnacchi per trascinare l'ONU e la NATO nel conflitto.
Solo dopo alcuni preoccupanti rapporti circa un'imminente caduta della città, inviati da una squadra da ricognizione dello Special Air Service infiltrata nell'enclave per verificare la fondatezza delle notizie pervenute (e che riportò un morto e un ferito grave mentre cercava di monitorare l'andamento degli scontri), Akashi e Rose decisero di richiedere l'assistenza della NATO. Nel pomeriggio del 10 aprile due F-16 statunitensi divennero i primi velivoli dell'alleanza atlantica a portare a termine una missione di attacco al suolo: coordinati da un EC-130 attrezzato come posto di comando aviotrasportato e guidati dagli operatori del SAS al suolo, gli aerei sganciarono quattro bombe Mk 82 che centrarono due carri armati e un posto di comando dell'artiglieria dove rimasero uccisi nove ufficiali serbo-bosniaci; il pomeriggio successivo i velivoli della NATO tornarono sopra Goražde e colpirono di nuovo le postazioni serbo-bosniache, distruggendo un altro carro armato e due autoblindo.
Il generale Rose dichiarò che questi attacchi dovevano essere visti come misure di autodifesa delle forze ONU più che come un tentativo di indebolire una delle parti in lotta, ma la reazione dei serbo-bosniaci fu rabbiosa: il 14 aprile forze serbe bloccarono diversi presidi dell'UNPROFOR nella zona di Sarajevo, riappropriandosi di alcune armi pesanti e prendendo in ostaggio 150 tra osservatori militari e caschi blu, e il 15 aprile una decisa offensiva fece crollare le linee bosgnacche a Goražde. Quello stesso giorno un aereo da ricognizione francese Dassault Étendard IV fu colpito da un missile antiaereo portatile mentre sorvolava la città, ma nonostante i danni riuscì a rientrare sulla portaerei Clemenceau. Il 16 aprile un'incursione di carri armati serbo-bosniaci in direzione del centro cittadino obbligò Rose a dare il suo assenso a nuovi attacchi aerei a Goražde, ma il generale pretese che i velivoli aprissero il fuoco solo su mezzi che stessero effettivamente prendendo parte agli scontri; come conseguenza, un Harrier britannico decollato dalla portaerei Ark Royal fu abbattuto da un missile a ricerca di calore mentre sorvolava ripetutamente le linee serbo-bosniache alla ricerca di un bersaglio lecito: il pilota, tenente Nick Richardson, riuscì a eiettarsi con successo e fu recuperato dagli operatori del SAS presenti nell'enclave.

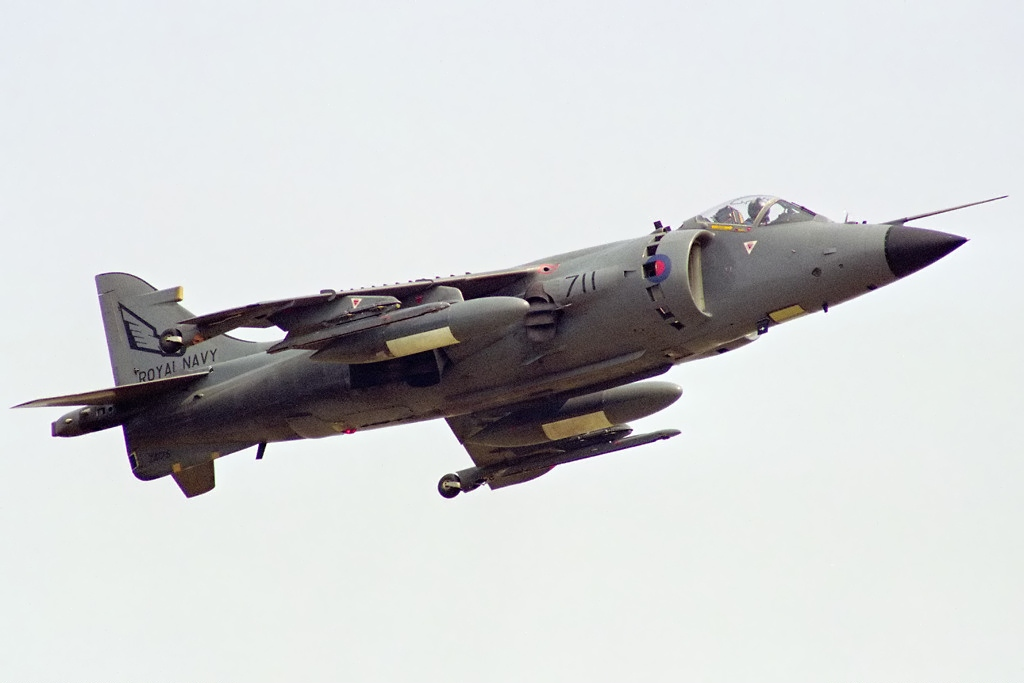
Un caccia britannico BAE Sea Harrier in volo

L'ammiraglio Leighton Smith protestò duramente contro la pretesa del generale Rose di selezionare arbitrariamente i bersagli da colpire, mossa che a suo dire esponeva a rischi inutili i piloti della NATO, e sospese ogni ulteriore operazione aerea sopra Goražde. Akashi tentò di intavolare delle trattative per fermare gli scontri e portare al rilascio degli ostaggi, ma dopo alcune aperture i serbo-bosniaci ricominciarono i loro assalti all'enclave; Boutros-Ghali ordinò di riprendere gli attacchi aerei, ma per tutta risposta il 18 aprile il generale Rose ordinò di evacuare da Goražde la squadra del SAS, privando i velivoli della NATO degli indispensabili osservatori al suolo per indirizzare gli attacchi e rendendo quindi impossibili nuove incursioni di precisione. Il 22 aprile il Consiglio di sicurezza condannò, con la risoluzione 913, l'offensiva serbo-bosniaca su Goražde e chiese l'immediata proclamazione di un cessate il fuoco; al contempo il Consiglio della NATO, dopo tre giorni di aspre discussione condizionate dal veto britannico a nuovi attacchi aerei, diramò un ultimatum perché gli assedianti si ritirassero entro un raggio di 3 chilometri dal centro cittadino entro il 24 aprile seguente, pena nuove pesanti incursioni aeree. Grazie alla mediazione di Milošević e di El'cin, ormai indispettiti dall'intransigenza dei vertici della Repubblica Serba, Akashi riuscì a far accettare le richieste della NATO ai serbo-bosniaci: il 24 aprile i combattimenti cessarono e unità dell'UNPROFOR poterono rientrare a Goražde, anche se i serbo-bosniaci rimasero padroni di circa il 15% del territorio della zona di sicurezza, i cui confini del resto erano solo vagamente definiti.
I fatti di Goražde ebbero pesanti conseguenze politiche: l'atteggiamento accondiscendente mostrato verso i serbo-bosniaci e l'ostinata difesa della neutralità dell'UNPROFOR distrussero la credibilità di Akashi e del generale Rose non solo agli occhi del governo di Sarajevo ma anche negli ambienti della NATO, sebbene i due continuassero ad avere il pieno appoggio dei governi francese e britannico, più che mai preoccupati per l'incolumità delle loro truppe sul terreno. La crisi aprì una spaccatura tra NATO e ONU, in particolare in merito alla definizione della politica delle "zone di sicurezza" e sulle condizioni per l'impiego dei raid aerei: Boutros-Ghali riconobbe l'efficacia degli attacchi, ma al tempo stesso difese la prudente condotta dell'UNPROFOR, frammentata sul terreno ed esposta alle rappresaglie dei belligeranti, e la necessità di un atteggiamento strettamente neutrale verso le parti in lotta.

### Incidenti a Sarajevo

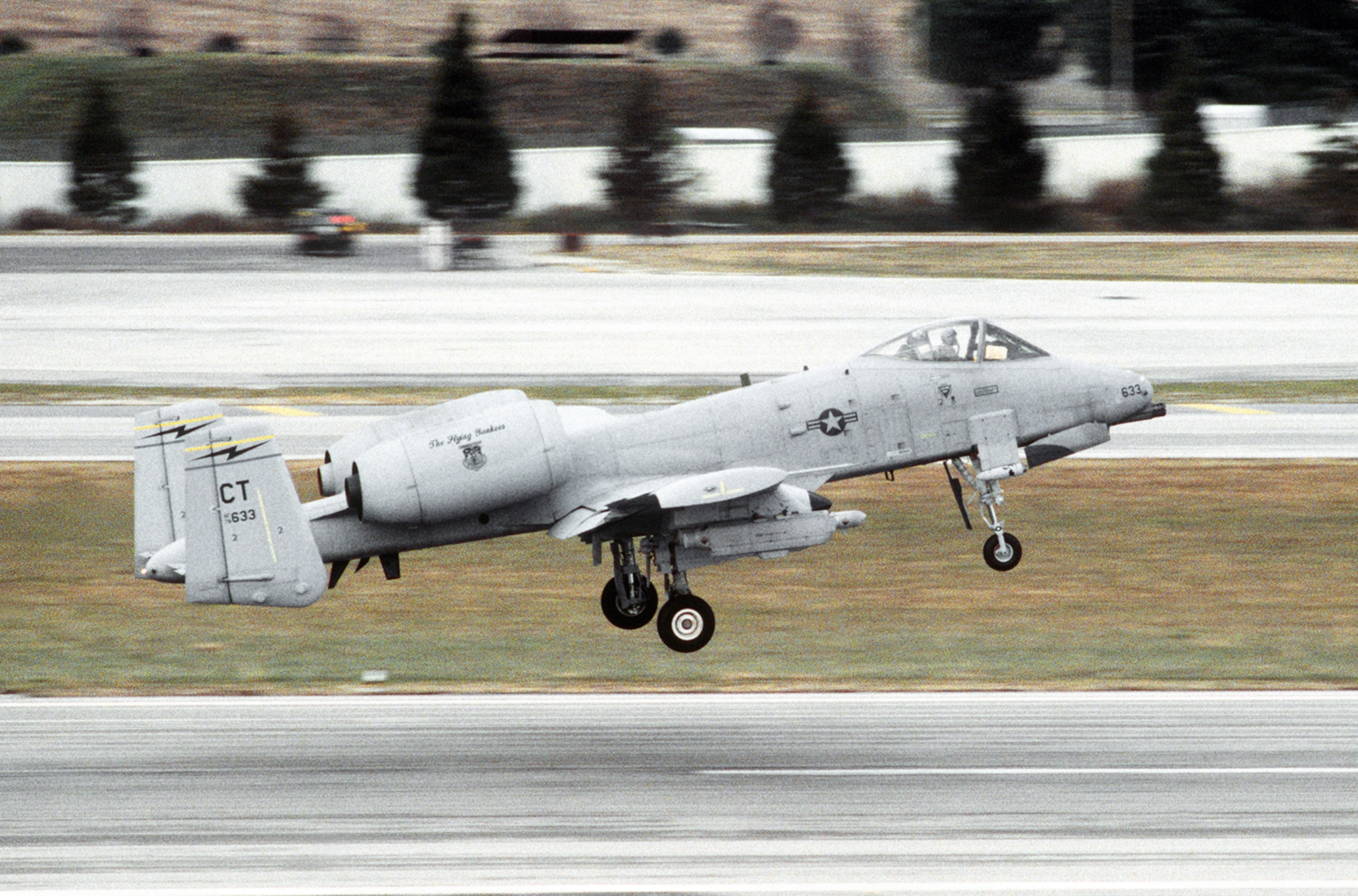
Un aereo d'attacco al suolo statunitense A-10 decolla da Aviano alla volta della Bosnia

L'atteggiamento dei vertici ONU in Bosnia ed Erzegovina non mutò nelle settimane seguenti la battaglia di Goražde: il 28 aprile i serbo-bosniaci cannoneggiarono un posto d'osservazione dell'UNPROFOR nella zona di sicurezza di Tuzla, mentre in luglio, anche come risposta alle continue pressioni per un accordo di pace che venivano ormai anche dalla stessa Federazione Jugoslava, le forze di Mladić attaccarono i convogli ONU nella zona di Sarajevo uccidendo anche un militare britannico; in tutte queste occasioni i comandi dell'UNPROFOR si rifiutarono di chiedere l'intervento della NATO, arrivando anche a nascondere all'opinione pubblica alcuni episodi di sopraffazione cui erano andati incontro i caschi blu.
Il 4 agosto truppe serbo-bosniache prelevarono con la forza dal deposito di Illidža presso Sarajevo alcune armi pesanti sotto controllo ONU (un carro armato, due autoblindo e un cannone antiaereo), ferendo un casco blu ucraino; un elicottero dell'UNPROFOR inviato a rintracciare le armi rubate fu sottoposto a fuoco antiaereo, e una pattuglia francese fu presa prigioniera. Il comando dell'UNPROFOR autorizzò per l'indomani pomeriggio un attacco aereo della NATO sulle postazioni serbo-bosniache, ma il generale Rose avvertì lo stato maggiore di Mladić dell'imminente azione comunicando anche la zona prescelta per il raid: come conseguenza, i velivoli dell'alleanza non trovarono bersagli da colpire, salvo una carcassa di carro armato abbandonata che fu centrata da due A-10 statunitensi. Mentre l'azione era ancora in corso, i serbo-bosniaci contattarono l'UNPROFOR e promisero di restituire le armi sottratte, spingendo Rose a cancellare ulteriori incursioni aeree; pochi giorni dopo, però, le forze di Mladić assalirono un altro deposito appropriandosi di altre armi pesanti.
In settembre presero vita duri scontri tra forze serbe e bosgnacche nei dintorni di Sarajevo e il 22 settembre una pattuglia di caschi blu francesi si scontrò con un reparto serbo-bosniaco, riportando due feriti; fu richiesto l'intervento degli aerei NATO, che il giorno successivo presero di mira un carro armato serbo-bosniaco individuato all'interno della fascia di esclusione dei 20 chilometri, senza tuttavia riuscire a colpirlo. L'incidente, di per sé insignificante, fu fonte di nuovi contrasti tra NATO e ONU: l'ammiraglio Leighton Smith aveva ordinato di non preavvertire i serbo-bosniaci del raid, onde non consentire loro di attivare l'antiaerea, ma il generale Rose ignorò la direttiva sostenendo che il carro armato preso di mira si trovava troppo vicino a un villaggio, con il conseguente rischio di vittime civili. Quando Mladić minacciò di abbattere ogni aereo che avesse tentato di atterrare all'aeroporto di Sarajevo, l'unica misura presa dall'UNPROFOR fu di chiudere lo scalo, scatenando nuovi forti malumori in seno agli ambienti NATO: le due logiche contrapposte, quella dell'ONU che puntava sui negoziati e sulla stretta neutralità delle sue forze e quella della NATO che puntava sull'effetto deterrente delle incursioni aeree, si dimostrarono inconciliabili e acuirono le fratture tra i due organismi.

### La crisi di Bihać

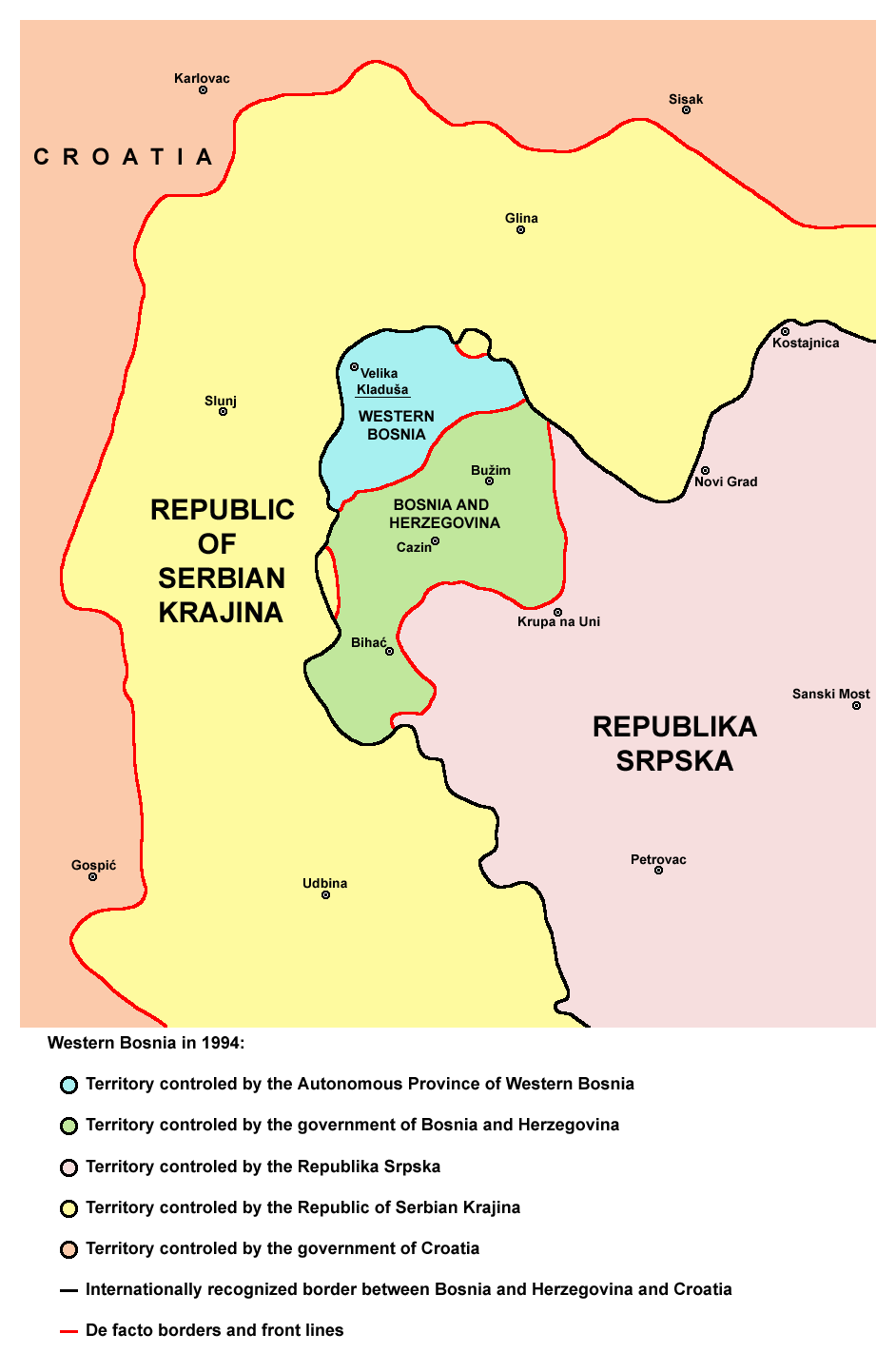
L'enclave di Bihać nel 1994

Il 22 ottobre 1994 le forze bosgnacche asserragliate nella sacca di Bihać scatenarono una massiccia offensiva contro i serbo-bosniaci, iniziando a guadagnare molto terreno nel nord-ovest della Bosnia; contemporaneamente le forze croato-bosniache, che ormai da due anni osservavano una sorta di tacita tregua con i serbi, lanciarono un pesante attacco nell'Erzegovina occidentale. Mentre la Repubblica Serba ordinava la mobilitazione generale, Milošević mise da parte i suoi contrasti con Karadžić e iniziò a rinforzare i serbo-bosniaci con reparti di volontari provenienti da Serbia e Krajina, oltre a fornire carri armati e armi pesanti tra cui i moderni sistemi missilistici antiaerei a lungo raggio S-75 (SA-2 "Guideline" in codice NATO) e Kub (SA-6 "Gainful") ricevuti dalla Russia. Il 2 novembre i serbi scatenarono una massiccia controffensiva nel settore di Bihać partendo anche dalla confinante Krajina, prendendo in contropiede i troppo dispersi reparti bosgnacchi e riconquistando il terreno perduto. Le forze serbe finirono ben presto con il superare la vecchia linea del fronte e penetrare nella zona di sicurezza posta dall'ONU attorno a Bihać, i cui confini del resto non erano tracciati con precisione; per protesta contro l'offensiva bosgnacca la Francia aveva ritirato il 30 ottobre il proprio contingente dislocato nell'enclave, lasciando la difesa della zona di sicurezza a un battaglione di caschi blu del Bangladesh molto male equipaggiato.
Sotto pressione da parte degli statunitensi, Boutros-Ghali ordinò a Rose di dare il via a raid aerei contro le forze attaccanti, ma il generale vanificò questa disposizione ordinando ai suoi osservatori sul terreno di non indicare alcun bersaglio ai velivoli della NATO; la situazione fu poi ulteriormente esacerbata dal comportamento del comando dell'UNPROFOR, che minimizzò la portata delle notizie provenienti da Bihać e vietò ai giornalisti di recarvisi. Incitato dal Congresso, il presidente Clinton propose misure più dure per intervenire nella crisi jugoslava, tra cui l'abolizione unilaterale dell'embargo sulle armi alla Bosnia ed Erzegovina e alla Croazia; l'opposizione degli alleati europei, francesi e britannici in primo luogo, fu così dura da far paventare al nuovo segretario generale dell'alleanza, il belga Willy Claes, il rischio di una spaccatura dell'organizzazione.
Le forze serbo-bosniache intanto premevano su Bihać, appoggiate anche da attacchi aerei di velivoli che decollavano dall'aeroporto di Udbina in Krajina, distante solo pochi minuti di volo dalla città; vista la proibizione a inseguire velivoli fuori dallo spazio aereo della Bosnia ed Erzegovina, le forze aeree della NATO erano impotenti davanti a queste violazioni della zona di interdizione al volo. Infine, su insistenza degli Stati Uniti, il 19 novembre il Consiglio di sicurezza varò la risoluzione 958 con la quale si autorizzavano attacchi aerei in appoggio all'UNPROFOR anche sul territorio della Krajina; il 21 novembre seguente 36 caccia statunitensi, francesi, britannici e olandesi attaccarono l'aeroporto di Udbina in più ondate centrando la pista di atterraggio, quelle di rullaggio e due batterie antiaeree poste a protezione del sito. Benché apparentemente robusta, anche per insistenza del comando dell'UNPROFOR l'azione si tradusse più che altro in una mossa simbolica, visto che non furono colpiti né gli hangar della base, che ospitavano circa 15 velivoli e 10 elicotteri, né i depositi di carburante, e i danni alle piste furono riparati nel giro di due settimane; ciò nondimeno, il bombardamento scatenò proteste da parte della Russia, che lo ritenne un'azione «arbitraria».

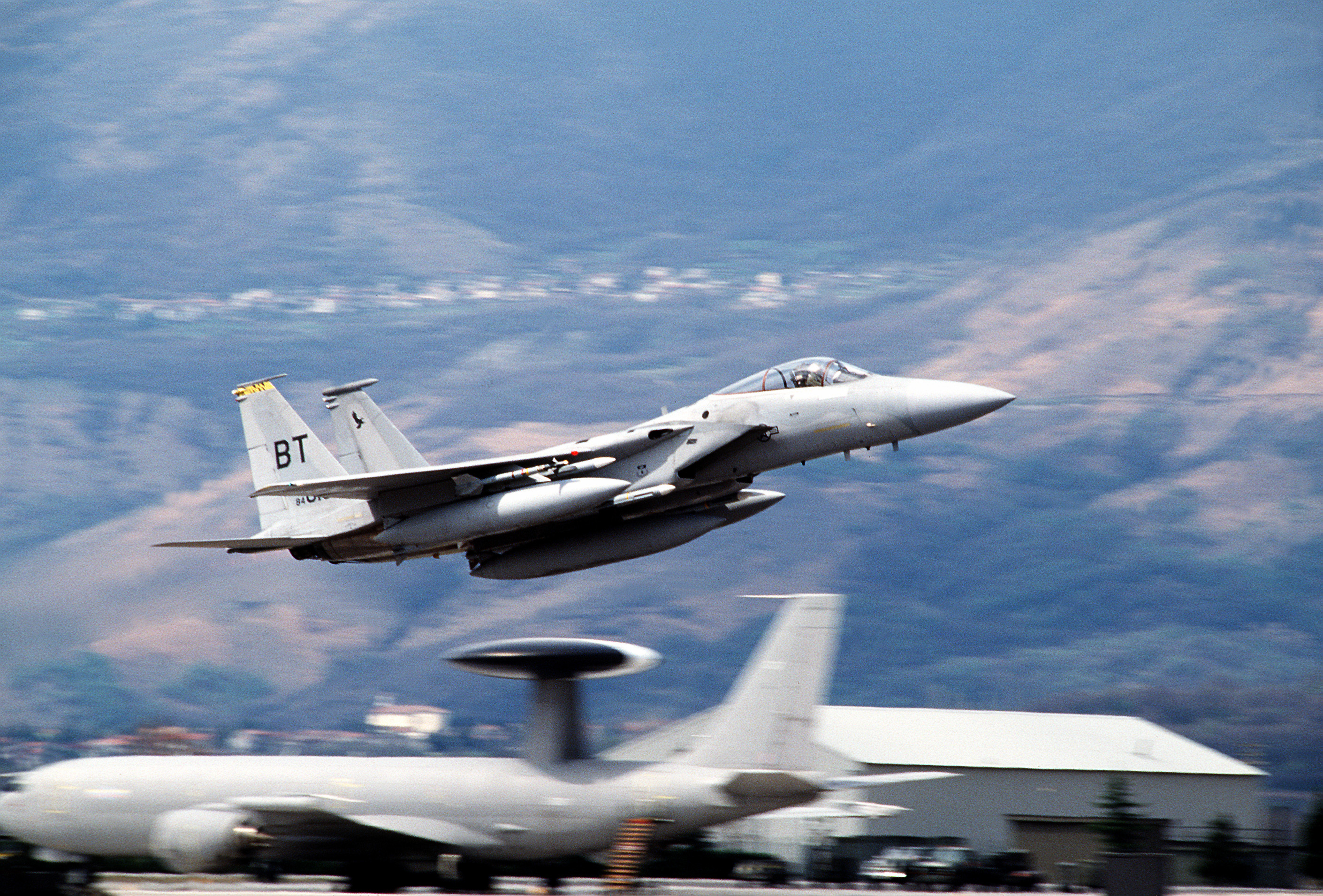
Un F-15 in fase di decollo dalla base di Aviano

Il 22 novembre due caccia britannici in volo sopra Bihać furono oggetto di lanci di missili dalle postazioni dei serbo-bosniaci e in risposta il giorno seguente gli aerei della NATO bombardarono i siti antiaerei delle forze di Mladić nella zona; questa azione confermò la presenza nelle mani dei serbo-bosniaci di moderni armamenti antiaerei, il che portò a nuove contese politiche: l'ammiraglio Leighton Smith si dimostrò restio a impiegare i suoi uomini in ulteriori missioni, almeno finché la contraerea serbo-bosniaca non fosse stata neutralizzata, e i comandi dell'UNPROFOR sfruttarono la nuova situazione per dimostrare l'inopportunità di nuovi raid aerei. La risposta dei serbo-bosniaci alle nuove incursioni fu di alzare ulteriormente il livello della contesa: i depositi di armi pesanti controllati dall'ONU nella zona di Sarajevo furono circondati dalle truppe serbo-bosniache e circa 400 caschi blu furono presi in ostaggio in varie località della Bosnia; all'aeroporto di Banja Luka gli osservatori militari dell'ONU furono obbligati a sdraiarsi sulla pista di atterraggio come scudi umani contro possibili raid aerei e il comando serbo-bosniaco pretese che i velivoli della NATO comunicassero preventivamente il loro piano di volo nello spazio aereo della Bosnia ed Erzegovina. Inevitabilmente queste misure acuirono lo scontro interno alla stessa NATO tra chi, come gli Stati Uniti, credeva nell'efficacia dei raid aerei e chi, come Francia e Regno Unito, anteponeva la sicurezza delle proprie truppe sul terreno.
La crisi fu infine risolta da Karadžić che, impensierito dai successi dei croato-bosniaci nella regione della Livanjsko polje in Erzegovina, ai primi di dicembre avanzò la proposta di un cessate il fuoco generale, anche per via dell'inverno imminente che avrebbe inevitabilmente portato a un rallentamento delle operazioni belliche; mediata dall'ex presidente statunitense Jimmy Carter, la tregua entrò in vigore il 1º gennaio 1995 e i caschi blu presi in ostaggio furono rilasciati.

### Aggressioni continue

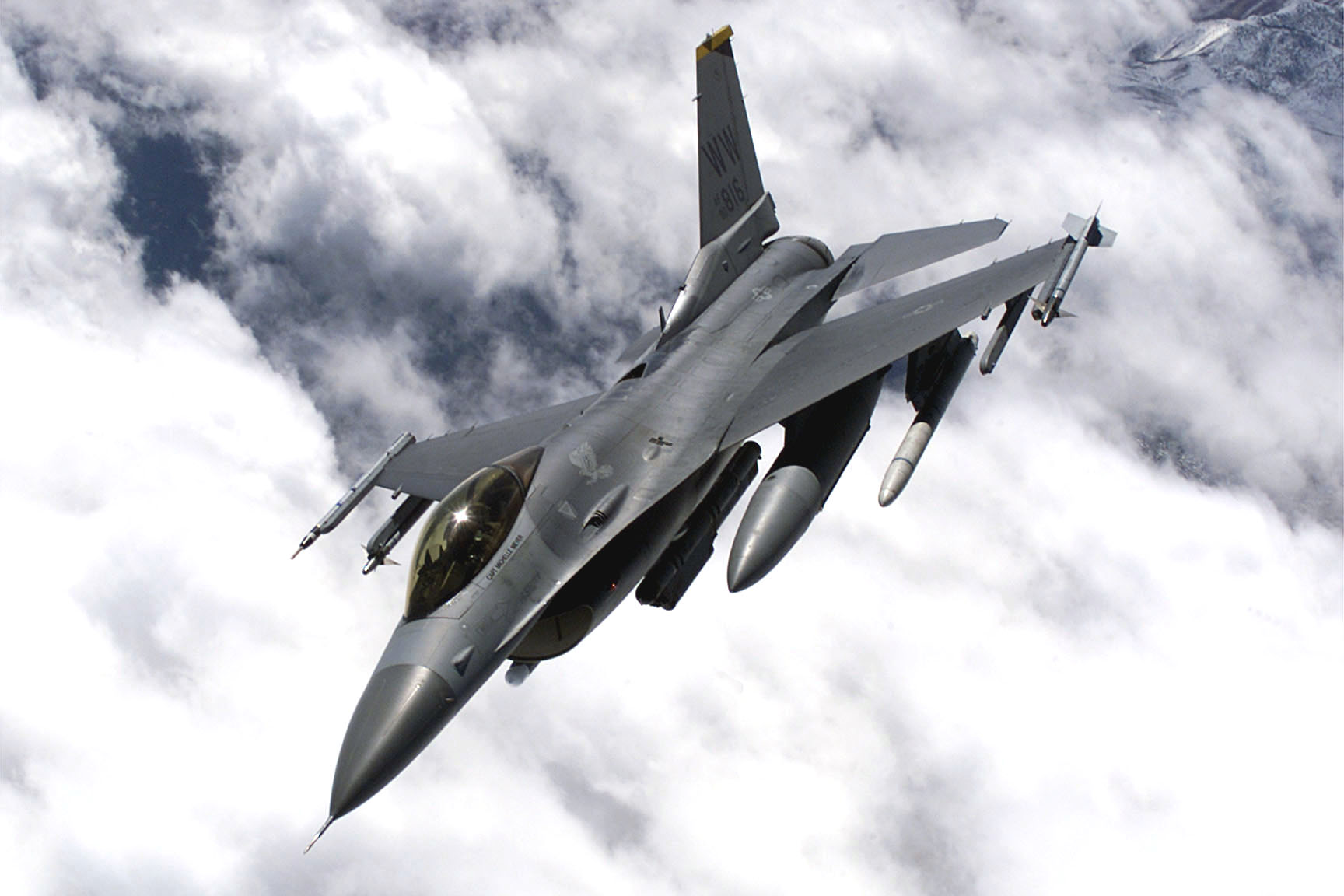
Un caccia F-16 statunitense in volo

La tregua resse fino al 9 febbraio 1995, quando i combattimenti ripresero progressivamente più o meno su tutti i principali settori bellici. Un importante cambiamento ai vertici della missione ONU si verificò alla fine di gennaio, quando l'ormai screditato generale Michael Rose fu rimpiazzato alla guida dei caschi blu in Bosnia ed Erzegovina dal generale britannico Rupert Smith: a differenza del predecessore, Smith decise di puntare su un atteggiamento molto più deciso, se necessario andando contro gli interessi del proprio governo, e si convinse che solo l'uso della forza avrebbe spinto i serbo-bosniaci a scendere a trattative e a rispettare le risoluzioni del Consiglio di sicurezza. Questo atteggiamento scavò ben presto un solco tra il generale Smith e il nuovo comandante in capo dell'UNPROFOR, il generale francese Bernard Janvier, ben deciso invece a seguire l'atteggiamento del suo governo circa il coinvolgimento dei caschi blu nei combattimenti.
Il 1º maggio le forze regolari croate scatenarono una massiccia offensiva (operazione Fulmine) nella Slavonia occidentale, parte della Repubblica Serba di Krajina, riconquistandola dopo duri scontri; i serbo-bosniaci reagirono a tale attacco scatenando prima un'offensiva contro posizioni croato-bosniache nella Posavina, e poi riprendendo i bombardamenti su Sarajevo violando apertamente la zona di esclusione dei 20 chilometri per le armi pesanti. Il generale Rupert Smith chiese con insistenza l'intervento degli aerei della NATO, ma dal quartier generale dell'UNPROFOR a Zagabria tanto Akashi quanto il generale Janvier si limitarono a deplorare il bombardamento della capitale bosniaca senza prendere altre misure; Boutros-Ghali in persona cercò di ridurre la tensione crescente tra i comandi di Zagabria e Sarajevo tramite un incontro con i rispettivi responsabili il 12 maggio, ma senza troppo successo. Il 22 maggio i serbo-bosniaci assalirono i depositi dell'ONU nella zona di Sarajevo e si ripresero ampie quantità delle loro armi pesanti, mossa del resto imitata dagli stessi difensori bosgnacchi che pure avevano sottoposto i loro pezzi di artiglieria alla sorveglianza dell'UNPROFOR; il continuo bombardamento di Sarajevo e l'evidente fallimento della zona dei 20 chilometri indussero infine Akashi a dare il suo assenso a nuovi raid aerei dimostrativi.
Dopo un ultimatum di Rupert Smith ignorato dai serbo-bosniaci, il 25 maggio gli aerei NATO compirono per la prima volta un raid punitivo non indirizzato contro un obiettivo direttamente coinvolto in scontri aperti: quattro F-16 statunitensi e due F/A-18 spagnoli centrarono con bombe a guida laser (usate per la prima volta nel teatro bosniaco) un importante deposito di munizioni serbo-bosniaco situato in una caserma abbandonata vicino a Pale, distruggendolo completamente senza causare vittime. Per tutta risposta Karadžić denunciò ogni precedente accordo con le Nazioni Unite e fece assaltare gli ultimi depositi di armi pesanti ancora presidiati dall'UNPROFOR, dove furono presi in ostaggio circa 200 caschi blu; la NATO replicò il 26 maggio centrando con nuove incursioni altri sei depositi di munizioni secondari nella zona di Pale, ma gli alleati europei espressero forti riserve al proseguimento dei raid. I serbo-bosniaci intensificarono ancora di più le ostilità bloccando tutte le vie di accesso a Sarajevo e aumentando il numero di caschi blu presi in ostaggio a 400: alcuni di questi furono impiegati come scudi umani, ammanettati a pali e blocchi di cemento nelle vicinanze di obiettivi militari, e ripresi in queste posizioni umilianti dalle troupe della televisione di Pale.

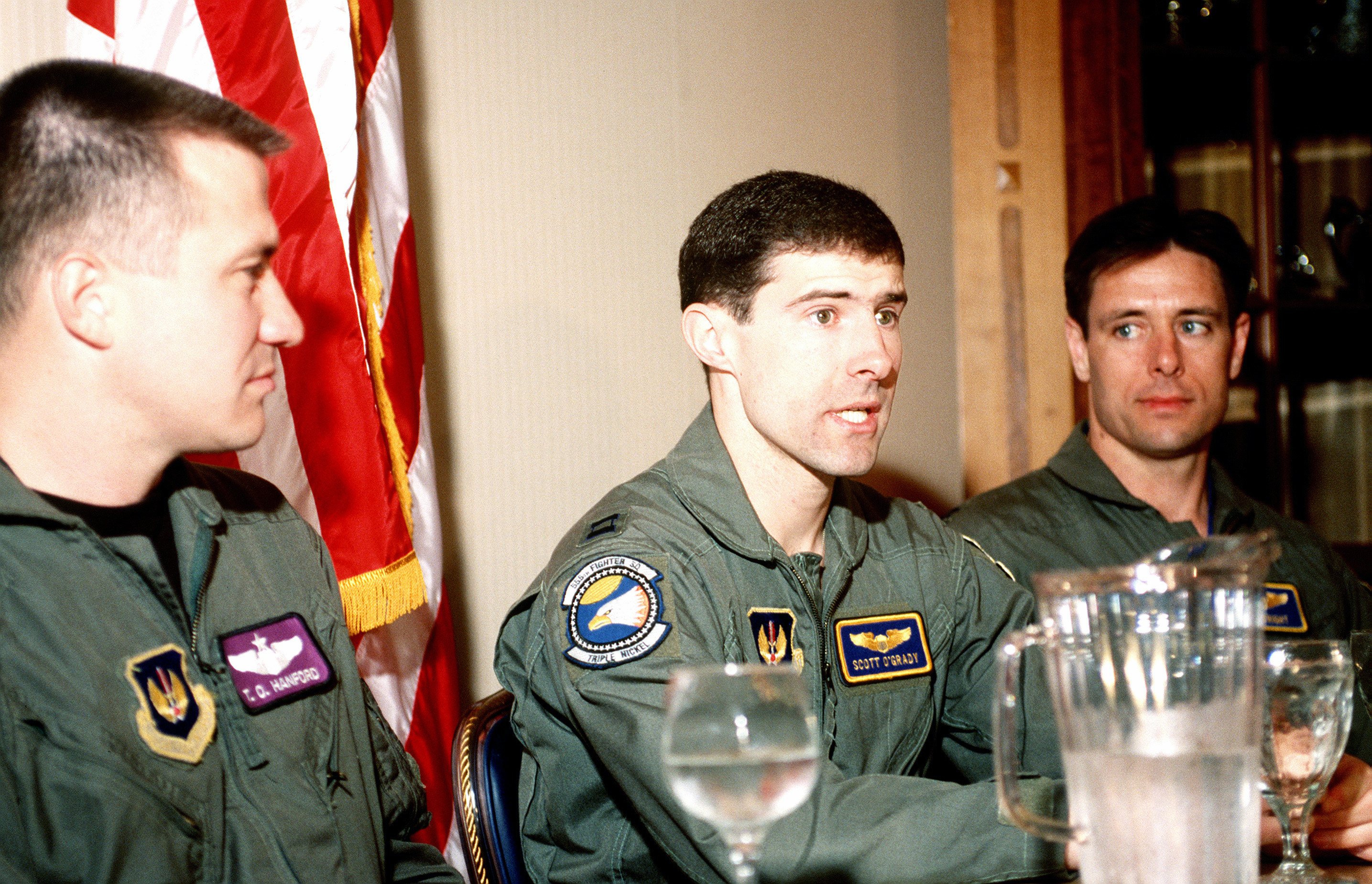
Il capitano Scott O'Grady (al centro) mentre partecipa a una conferenza stampa poco dopo il suo recupero

Il 27 maggio soldati serbo-bosniaci a bordo di un veicolo ONU catturato assalirono il posto di blocco dell'UNPROFOR sul ponte di Vrbanja a Sarajevo facendo prigionieri dieci caschi blu francesi; un plotone francese lanciò un contrattacco e riprese il ponte al termine di una battaglia costata la vita a due francesi e quattro serbi. Davanti a questi episodi il nuovo presidente francese Jacques Chirac, al governo da una decina di giorni, invocò un mandato più forte per l'UNPROFOR, trovando anche l'appoggio del governo britannico che il 28 maggio aveva dovuto assistere a un duro scontro a fuoco tra i suoi caschi blu e le truppe serbo-bosniache nell'enclave di Goražde: il 29 maggio Parigi e Londra decisero la formazione di una "Forza di reazione rapida" a sostegno dell'UNPROFOR di 12 500 uomini, dotati di mezzi corazzati e artiglieria pesante, mossa poi avallata dalla risoluzione 998 del Consiglio di sicurezza ma solo dietro rassicurazioni che la forza si sarebbe attenuta al mandato concesso ai caschi blu. La risposta dei serbo-bosniaci fu di organizzare, il 2 giugno, una sorta di trappola ai danni di un F-16 statunitense in volo sopra Bosanski Petrovac: l'aereo stava effettuando un volo di ricognizione su una zona non segnalata come coperta dalla contraerea serba, ma fu colpito da un missile SA-6 sparato da una batteria mobile appena posizionata nel sito; il pilota, capitano Scott O'Grady, si eiettò con successo e trascorse sei giorni nascosto dietro le linee serbo-bosniache prima di venire recuperato incolume da un'unità di marines trasportati in elicottero.
Il recupero di O'Grady consentì di allentare la tensione in seno alla NATO, e la crisi degli ostaggi fu ancora una volta risolta per via negoziale: in vari incontri con lo stesso Mladić, il generale Janvier assicurò che nessun altro raid aereo della NATO sarebbe stato più autorizzato se gli ostaggi fossero stati rilasciati e tra il 3 e il 18 giugno tutti i caschi blu furono progressivamente liberati. Il 20 giugno lo stesso Janvier negò l'autorizzazione alla NATO per abbattere due caccia serbi che avevano violato la zona d'interdizione al volo sopra Banja Luka, mentre Akashi, in una lettera a Karadžić del 23 giugno, assicurò che le unità della Forza di reazione rapida in fase di schieramento in Bosnia non avrebbero alterato la posizione di stretta neutralità dell'UNPROFOR; infine, Boutros-Ghali tolse al generale Rupert Smith la possibilità di richiedere altri raid aerei, avocando a sé la decisione su come reagire caso per caso ad altre violazioni. Inevitabilmente, tutte queste misure furono percepite dalla NATO come una capitolazione su tutta linea dell'ONU nei confronti dei serbo-bosniaci.

### Il massacro di Srebrenica

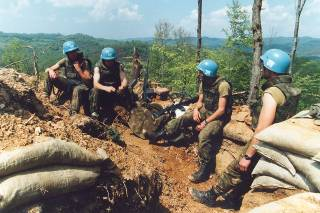
Una postazione di caschi blu olandesi in Bosnia

Il 16 giugno le forze bosgnacche iniziarono una vasta offensiva a tenaglia (operazione T) nella Bosnia centro-orientale: il braccio settentrionale dell'offensiva, che puntava a sbloccare Sarajevo dall'assedio, si infranse contro il complesso sistema trincerato allestito dai serbo-bosniaci intorno alla città, ma il braccio meridionale, a 100 chilometri di distanza, approfittò della dispersione delle forze serbe per guadagnare terreno nella regione del massiccio montuoso di Treskavica e aprirsi la strada in direzione di Goražde; davanti alla prospettiva che i bosgnacchi potessero ristabilire i contatti con le enclavi della Bosnia orientale, isolando la Repubblica Serba dalla valle della Drina e tagliando la principale via di collegamento con la Serbia stessa, Karadžić e Mladić ordinarono la mobilitazione generale e diedero il via al piano per la conquista di queste postazioni, già da tempo preparato.
I confini della zona di sicurezza di Srebrenica erano alquanto disputati e fin dalla sua istituzione si erano susseguite scaramucce e piccoli scontri tra le forze serbo-bosniache e la guarnigione bosgnacca; il presidio dell'enclave era ora affidato a un battaglione di caschi blu olandesi, ma vista l'esiguità del suo organico (600 uomini, di cui solo la metà erano truppe da combattimento) la sua era una presenza poco più che simbolica, priva di reali capacità di difesa. Il 3 giugno un contingente di soldati serbo-bosniaci pesantemente armati mosse all'attacco di un posto di controllo dei caschi blu nella zona sud dell'enclave; il comandante del battaglione olandese, colonnello Thom Karremans, chiese formalmente l'intervento dei velivoli della NATO, ma la richiesta fu completamente ignorata dai suoi superiori e agli olandesi non restò altro che abbandonare la postazione. Dopo altre scaramucce, il 6 luglio circa 2 000 soldati di Mladić (compresi contingenti di volontari provenienti dalla Serbia) attaccarono l'enclave con appoggio di carri armati e artiglieria: ancora una volta le postazioni degli olandesi furono prese sotto tiro, ma nuovamente le richieste di Karremans di raid aerei sugli attaccanti non trovarono ascolto presso i suoi superiori a Zagabria e Sarajevo; non agevolò la cosa il fatto che il generale Rupert Smith fosse in quel momento assente dal suo comando e che il suo vice, maggior generale Hervé Gobillard, fosse un ufficiale francese ligio alle istruzioni di Parigi.

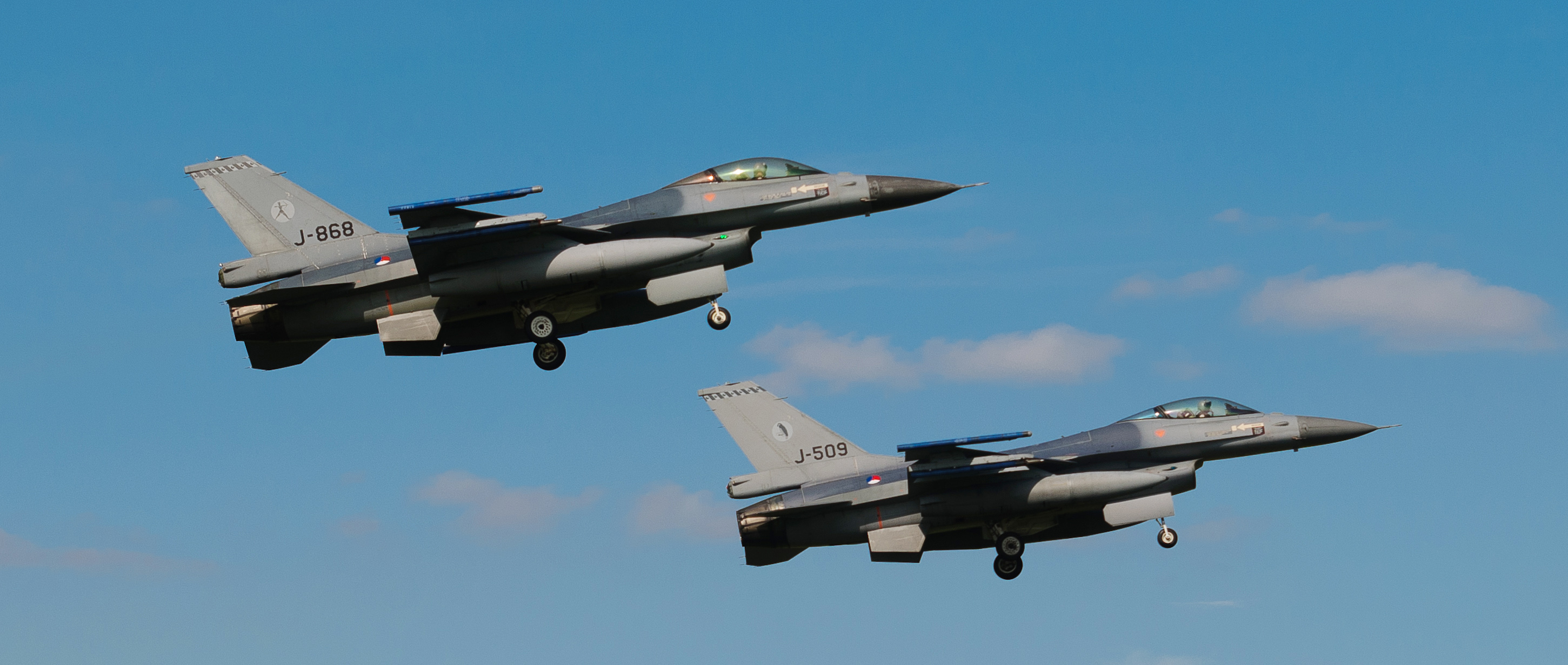
Una coppia di F-16 olandesi in volo

Il meccanismo di trasmissione delle notizie in seno all'apparato burocratico dell'ONU era completamente inceppato e solo il 9 luglio ci si rese conto della gravità della situazione: i carri armati serbi erano a un chilometro dal centro della città, sei posti di controllo dei caschi blu erano stati travolti e 55 soldati olandesi presi prigionieri dagli attaccanti; Akashi ordinò ai caschi blu di bloccare con delle barricate le vie di accesso alla città, ma una nuova richiesta di raid aerei in appoggio fu cassata dal generale Janvier con il pretesto che gli attacchi della NATO avrebbero potuto turbare dei colloqui di pace in quel momento aperti a Belgrado con Milošević. Akashi e Janvier inviarono messaggi a Mladić avvertendolo dell'imminenza di attacchi aerei contro le forze serbo-bosniache, ma la precisazione che tali azioni sarebbero state dirette solo contro truppe avvistate nell'atto di sparare sui caschi blu depotenziò notevolmente la portata di questo avvertimento. Infine, l'11 luglio due F-16 olandesi ricevettero l'autorizzazione ad attaccare le postazioni serbe: furono sganciate solo due bombe ai danni di due carri armati, mentre una successiva ondata di F-16 statunitensi rientrò alla base senza aver attaccato alcun bersaglio. Mladić rispose all'incursione minacciando di radere al suolo Srebrenica e di fucilare i caschi blu presi prigionieri se nuovi attacchi aerei fossero stati lanciati dalla NATO e davanti a ciò le Nazioni Unite capitolarono. Il ministro della difesa olandese Joris Voorhoeve intervenne personalmente presso Akashi per fermare gli attacchi aerei e ordinare alle forze del colonnello Karremans di ritirarsi dal centro della città.
Il 12 luglio, mentre il Consiglio di sicurezza adottava la risoluzione 1004 con cui si chiedeva l'immediata cessazione dell'offensiva e il ritiro delle unità serbo-bosniache dall'enclave, le forze di Mladić presero completamente possesso di Srebrenica: gli uomini dai 17 ai 60 anni d'età furono separati dal resto della popolazione, poi successivamente evacuata, e trasportati in varie località dove furono trucidati in massa; il numero delle vittime fu poi stimato tra le 6 000 e le 8 000.

### Cambio di strategia
Il 14 luglio le unità serbo-bosniache mossero all'attacco dell'enclave di Žepa, poco a sud di Srebrenica; i difensori bosgnacchi disarmarono il contingente di caschi blu ucraini assegnato alla protezione della zona di sicurezza e opposero una dura resistenza prima di essere obbligati alla resa il 25 luglio: un centinaio di prigionieri di guerra bosgnacchi fu ucciso dopo la cattura, ma al contrario di Srebrenica alla popolazione fu concesso di evacuare il centro abitato e trovare rifugio nelle zone controllate dal governo di Sarajevo. Contemporaneamente, il 19 luglio i serbo-bosniaci ripresero i bombardamenti su Bihać e Sarajevo, colpendo anche un convoglio dell'UNPROFOR e uccidendo due caschi blu francesi; il generale Rupert Smith rispose a questi attacchi facendo brevemente bombardare dall'artiglieria della Forza di reazione rapida le trincee serbe.
L'eco del massacro di Srebrenica e le continue violazioni delle zone di sicurezza obbligarono la comunità internazionale a rivedere le sue strategie. Per discutere sul da farsi, tra il 20 e il 21 luglio si riunirono a Londra i ministri degli Esteri e della Difesa dei membri NATO nonché rappresentanti di Russia e Nazioni Unite; nonostante i britannici fossero fermamente intenzionati a portare avanti una soluzione strettamente diplomatica del conflitto, su influenza degli Stati Uniti dalla conferenza uscirono misure decise: la NATO promise di impegnare tutto il suo potenziale perché l'enclave Goražde non divenisse la prossima vittima dell'offensiva serbo-bosniaca, ma soprattutto fu semplificato il sistema della "doppia chiave" eliminando il ramo politico del processo decisionale e concentrando unicamente nei comandi militari (quello dell'UNPROFOR a Zagabria e quello dell'AFSOUTH a Napoli) la scelta dei modi e dei tempi delle incursioni aeree. Si decise inoltre di evacuare il personale dell'UNPROFOR dalle zone controllate dai serbo-bosniaci per evitare nuove prese di ostaggi, e si diede mandato alla NATO di bombardare non solo le forze impegnate in eventuali attacchi alle zone di sicurezza ma anche le loro installazioni militari nelle retrovie e le linee di comunicazione, estendendo senza limiti la portata delle incursioni all'intera macchina bellica dei serbo-bosniaci.

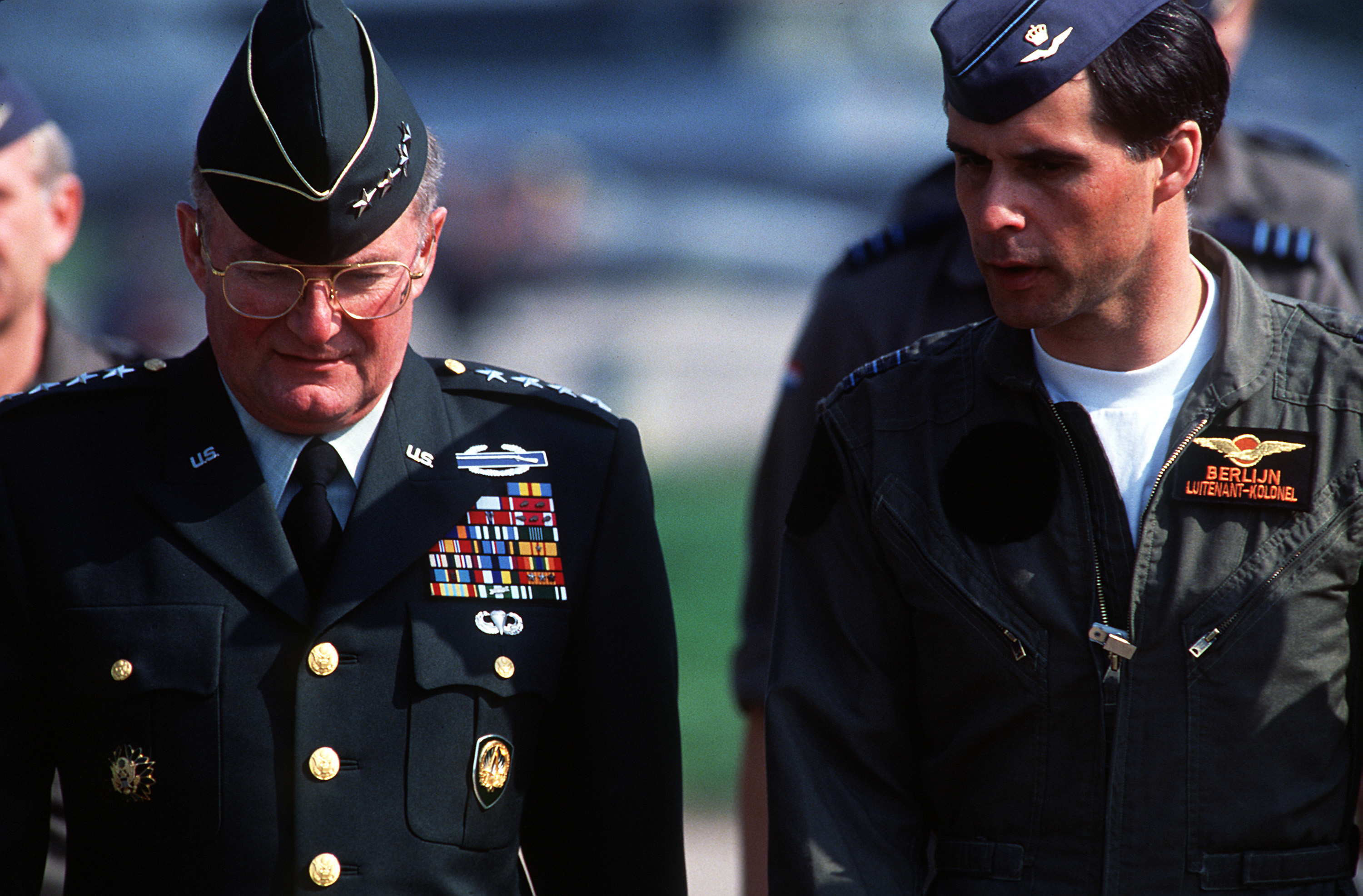
Il generale Shalikashvili durante una visita in Bosnia-Erzegovina accompagnato dal tenente colonnello Berlijn

Il 29 luglio il generale Rupert Smith si incontrò con il comandante delle forze aeree dell'AFSOUTH, il generale statunitense Michael E. Ryan, per mettere a punto piani concreti per un'azione comune tra l'alleanza e l'UNPROFOR, sfociati poi il 10 agosto in un protocollo d'intesa segreto (di cui, pare, furono tenuti all'oscuro i delegati russi e cinesi dell'ONU) secondo cui da quel momento in poi gli attacchi aerei sarebbero stati "sproporzionati" rispetto all'entità dell'offesa e non sarebbero stati necessariamente limitati all'area dove si sarebbero verificate violazioni da parte dei serbo-bosniaci. Entro il 14 agosto la NATO aveva stilato una lista di potenziali obiettivi da colpire, combinando insieme due piani strategici già approntati in precedenza: "Dead Eye", volto a distruggere il sistema di difesa antiaerea della Repubblica Serba, e "Deliberate Force", dedicato invece alle minacce dirette alle zone di sicurezza; furono subito intensificati sulla Bosnia ed Erzegovina i voli di ricognizione, anche tramite i nuovi aeromobili a pilotaggio remoto RQ-1 Predator, e le attività di sorveglianza elettronica delle comunicazioni dei serbo-bosniaci.
La leadership statunitense ritrovò una certa unità in merito alla crisi jugoslava: il pensionamento del generale Colin Powell, che dalla sua carica di Capo dello stato maggiore congiunto aveva sempre avversato qualsiasi avventura militare nei Balcani, portò alla nomina alla guida dell'apparato militare statunitense del generale John Shalikashvili, desideroso invece di chiudere al più presto la crisi onde evitare ulteriori spaccature tra gli Stati Uniti e gli alleati europei. Boutros-Ghali e il suo delegato Akashi furono isolati e di fatto esclusi dai colloqui di pace con le parti belligeranti in favore di un diplomatico statunitense, il vice segretario di stato Richard Holbrooke: la posizione di Holbrooke era che i negoziati dovessero andare avanti, ma che un credibile uso della forza da parte della NATO sarebbe stato necessario per spingere alla trattativa gli elementi più radicali nel campo serbo-bosniaco.

## L'operazione Deliberate Force

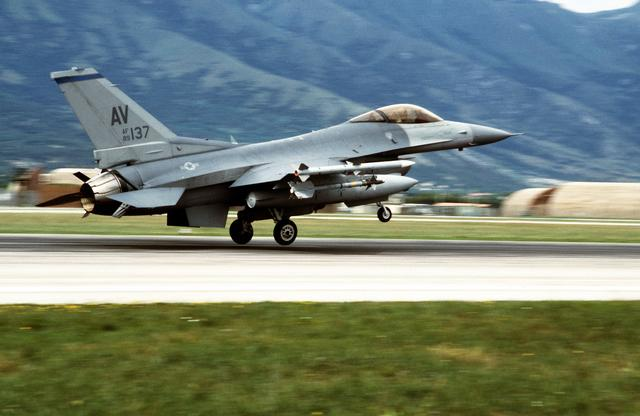
Un F-16 statunitense rientra alla base dopo un raid sulla Bosnia

La situazione militare stava nel frattempo cambiando rapidamente. Il 4 agosto le forze croate scatenarono una grande offensiva (operazione Tempesta) travolgendo nel giro di tre giorni le difese della Repubblica Serba di Krajina e portando alla sua dissoluzione, con il conseguente esodo di 200 000 serbo-croati dal paese, in fuga dalle violenze delle truppe croate; l'offensiva fu preceduta di poche ore da un attacco di quattro F/A-18 statunitensi a due radar di difesa aerea dei serbo-croati a Knin e all'aeroporto di Udbina, anche se non risulta con certezza che l'azione fosse stata in qualche modo coordinata con i croati. Il crollo della Krajina portò alla fine del blocco dell'enclave di Bihać e a una serie di offensive da parte dei croato-bosniaci e dei bosgnacchi, che iniziarono a guadagnare molto terreno nella Bosnia occidentale; per rappresaglia, i serbo-bosniaci ripresero i bombardamenti su Goražde e Sarajevo.
Il 28 agosto cinque colpi di mortaio sparati dalle postazioni serbo-bosniache colpirono il centro di Sarajevo: uno si abbatté sulla piazza di Markale, uccidendo 39 civili e ferendone altri 90; l'azione provocò forte indignazione nelle opinioni pubbliche occidentali, e il presidente Clinton ebbe gioco facile nello spronare gli alleati europei all'azione. In quel momento, il generale Janvier aveva lasciato il comando di Zagabria per una licenza mentre Boutros-Ghali era a letto con l'influenza e aveva delegato le sue decisioni al suo vice Kofi Annan: senza frapporre troppi ostacoli, Annan acconsentì alla richiesta statunitense di trasmettere il potere decisionale spettante a Janvier al generale Rupert Smith a Sarajevo, il quale la sera del 28 agosto diede la sua autorizzazione agli attacchi aerei della NATO senza ulteriori consultazioni con i suoi superiori alle Nazioni Unite; mentre le forze dell'alleanza si andavano radunando, il generale Smith tenne un atteggiamento prudente, rilasciando alla stampa e allo stesso Mladić rassicuranti dichiarazioni sul fatto che i responsabili della strage di Markale non erano ancora stati individuati con precisione, mentre contemporaneamente gli ultimi caschi blu ancora presenti nelle zone controllate dai serbo-bosniaci venivano fatti ritirare con discrezione.

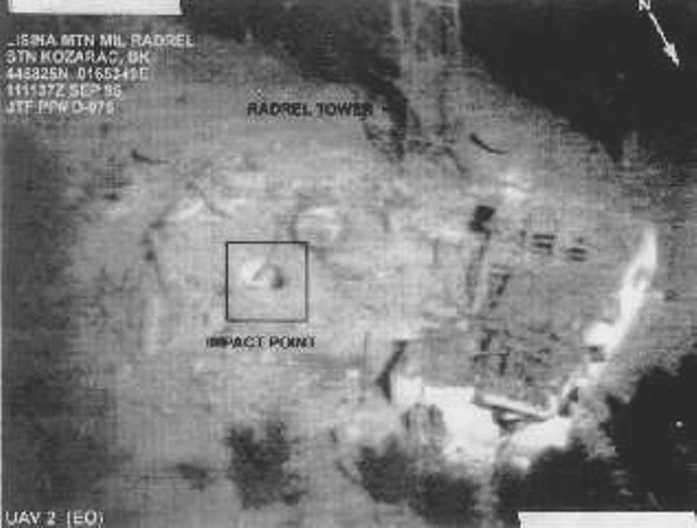
La torre per le telecomunicazioni di Lisina distrutta dai Tomahawk lanciati dalla USS Normandy il 10 settembre

Nelle prime ore del 30 agosto l'operazione Deliberate Force ebbe inizio: la prima parte dell'operazione prese di mira la rete di difesa antiaerea serbo-bosniaca della Bosnia orientale e i velivoli alleati, facendo largo impiego di munizionamento a guida laser, centrarono postazioni di missili, stazioni radar, bunker di comando e centri di comunicazione; a partire da poco prima dell'alba e poi per tutto il resto della giornata gli aerei NATO passarono a colpire depositi di munizioni, magazzini militari e postazioni di armi pesanti nella regione di Sarajevo, appoggiati anche dal tiro dei cannoni della Forza di reazione rapida dell'UNPROFOR che dalla loro posizione dominante sul monte Igman riversarono un nutrito fuoco sulle trincee serbo-bosniache attorno alla città. La contraerea serbo-bosniaca reagì all'attacco e nel pomeriggio del 30 agosto ottenne il suo unico successo quando un missile spalleggiabile Strela-2 a ricerca di calore abbatté un Mirage 2000 francese sopra Pale: i due membri dell'equipaggio, tenente Jose Souvignet e capitano Frederic Chiffot, si salvarono eiettandosi, ma atterrarono in una zona controllata dai serbo-bosniaci e furono subito fatti prigionieri, rimanendo in detenzione fino alla fine delle ostilità.
I bombardamenti continuarono il 31 agosto con nuove missioni contro i depositi di munizioni serbo-bosniaci nella zona di Sarajevo, ma il 1º settembre il generale Janvier, rientrato precipitosamente a Zagabria, ottenne una sospensione dell'operazione motivata ufficialmente con il peggiorare delle condizioni meteo ma di fatto voluta per aprire un negoziato con i serbo-bosniaci: in un incontro con Mladić, Janvier formulò un ultimatum congiunto dell'ONU e della NATO, dando tempo ai serbo-bosniaci fino alle 23:00 del 4 settembre per ritirare le loro armi pesanti dalla fascia dei 20 chilometri attorno a Sarajevo e garantire la piena libertà di movimento ai convogli con gli aiuti umanitari. Contemporaneamente erano in corso dure discussioni sia in seno all'ONU sia nella stessa NATO sull'opportunità di riprendere i raid aerei, ma allo scadere dell'ultimatum le armi pesanti serbo-bosniache non erano ancora state spostate e Mladić continuava a formulare minacce ai danni dei caschi blu; nel pomeriggio del 5 settembre ripresero gli attacchi ai depositi di munizioni nella zona di Sarajevo, ma a partire dai giorni seguenti l'azione fu estesa a obiettivi militari strategici nella Bosnia occidentale e poi alle linee di comunicazione della Repubblica Serba: furono centrati ponti, nodi stradali e centri di comunicazione, come pure l'aeroporto di Banja Luka. L'apice dell'operazione fu raggiunto il 10 settembre, quando l'incrociatore statunitense USS Normandy lanciò sulle postazioni serbo-bosniache tredici missili da crociera BGM-109 Tomahawk colpendo in particolare il più importante centro di comunicazioni dell'esercito di Mladić, privato per diverse ore della possibilità di comunicare con i suoi comandanti sul campo; dei bombardamenti della NATO seppero avvantaggiarsi bosgnacchi e croato-bosniaci, che a partire dal 12 settembre lanciarono una grande offensiva (operazione Mistral 2) nella Bosnia nord-occidentale conquistando molto terreno e ristabilendo i collegamenti terrestri con l'enclave di Bihać.
Durante i bombardamenti non si erano mai interrotti i colloqui tra Richard Holbrooke e Milošević, che alla fine riuscì a persuadere la dirigenza serbo-bosniaca ad accettare la via dei negoziati; la disponibilità a negoziare da parte di Holbrooke era dovuta anche al ridursi degli obiettivi militari ancora da colpire: l'AFSOUTH aveva stilato ulteriori piani per estendere la campagna a danno di obiettivi industriali (grandi fabbriche, centrali elettriche e dighe), ma ciò avrebbe di conseguenza aumentato notevolmente la probabilità di causare vittime civili e ben difficilmente una simile opzione sarebbe stata autorizzata dai governi europei. La dirigenza di Pale era però ormai messa con le spalle al muro da Milošević, e il 14 settembre fu raggiunto un accordo per la sospensione dei bombardamenti in cambio del ritiro delle armi pesanti serbo-bosniache dalla fascia dei 20 chilometri da Sarajevo entro il 16 settembre, scadenza poi ampliata di 72 ore; il 20 settembre, constatato l'adempimento delle disposizioni da parte dei serbo-bosniaci, l'operazione Deliberate Force ebbe termine: circa 350 aerei NATO condussero un totale di 3 515 sortite sulla Bosnia ed Erzegovina (per tre quarti per opera di velivoli statunitensi) di cui 750 d'attacco contro 56 obiettivi determinati, l'81% dei quali distrutto o danneggiato gravemente.

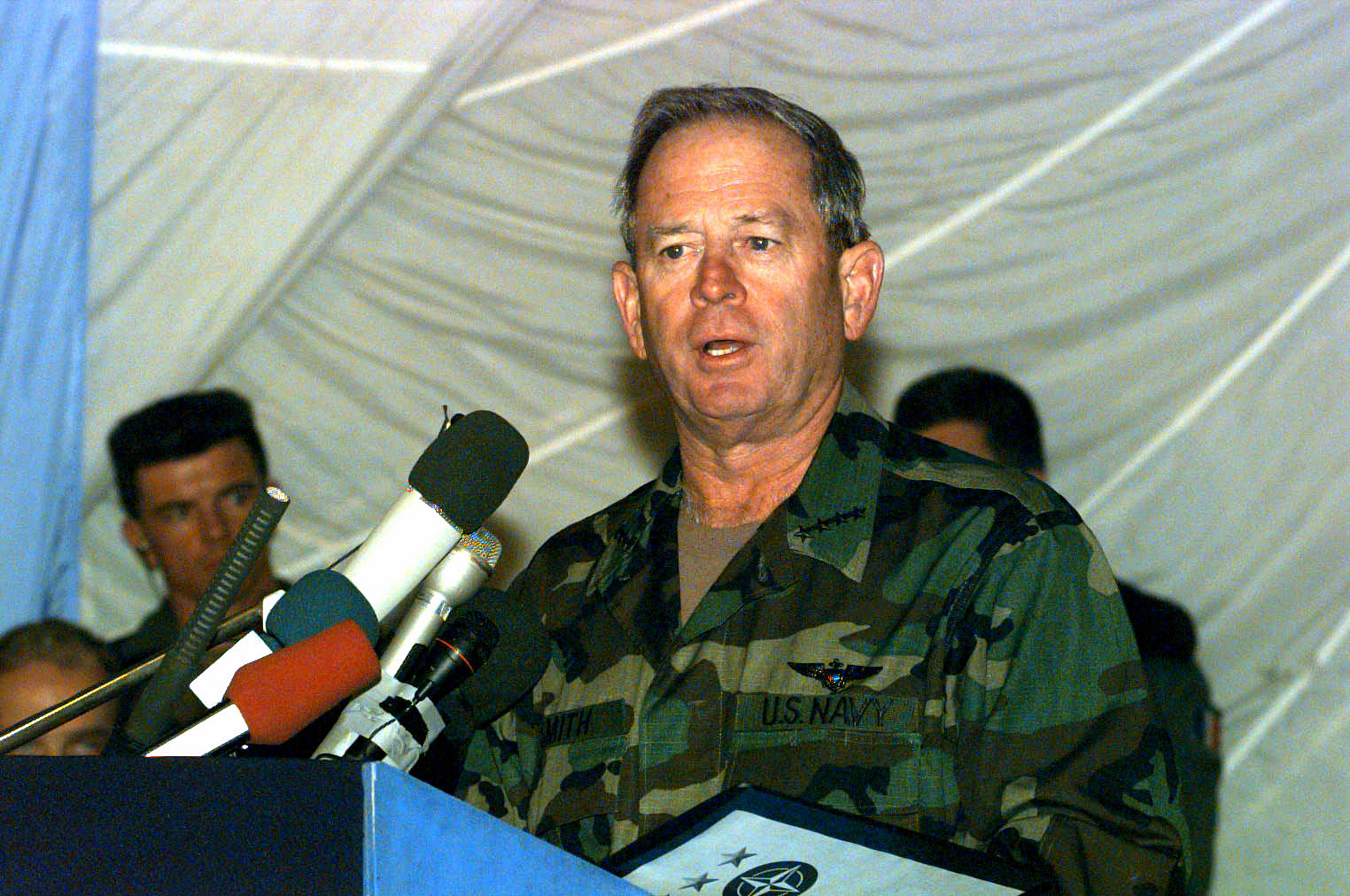
L'ammiraglio Leighton Smith durante la cerimonia di chiusura dell'operazione Deny Flight

## La fine
Il periodo successivo a Deliberate Force vide un intenso avviarsi di negoziati mentre all'opposto i combattimenti andavano progressivamente scemando. La NATO condusse le sue ultime operazioni offensive contro i serbo-bosniaci il 4 ottobre, quando velivoli statunitensi EA-6B Prowler lanciarono alcuni missili su postazioni radar che li avevano agganciati, e il 9 ottobre, quando una squadriglia di F-16 distrusse una postazione di artiglieria che aveva aperto il fuoco su una base dell'UNPROFOR a Tuzla. Il 12 ottobre infine entrò in vigore una tregua generale su tutto il fronte, preludio all'apertura dei negoziati di pace avviati il 1º novembre seguente a Dayton: non senza difficoltà, il 21 novembre fu approvato un accordo di pace entrato poi formalmente in vigore il 14 dicembre seguente dopo la cerimonia per la firma ufficiale a Parigi. L'accordo prevedeva l'istituzione di una forza militare per l'implementazione delle clausole del trattato (Implementation Force o IFOR), guidata dalla NATO e comprendente anche truppe di terra statunitensi, e in tale ambito l'operazione Deny Flight risultava ormai non più necessaria: il 20 dicembre l'operazione fu ufficialmente terminata dalla NATO e i suoi assetti aerei trasferiti alla nuova operazione Decisive Endeavor, volta all'appoggio dello spiegamento della IFOR.